# たまごっち!の登場キャラクター
たまごっち!の登場キャラクター（たまごっちのとうじょうキャラクター）では、バンダイ発売のキーチェーンゲーム『たまごっち』を原案としたテレビアニメ『たまごっち!』シリーズに登場するキャラクターについて記述する。

## 主要キャラクター

### メインキャラクター
全シリーズに登場するたまごっち。
まめっち
声 - 釘宮理恵
- 性別：♂
- 誕生日：11月23日
- 星座：いて座
- 趣味：発明・スポーツ・勉強
- 好きな食べ物：サンドイッチ、寿司
- 苦手な食べ物：ピーマン
- 一人称：「ぼく」（役になりきると「おれ」や「拙者」など）
- 所属クラス：Aクラス
- 所属学科：ロボット科
- 所属部活動：生徒会部・発明部

本作の主人公。うさぎや熊のような黒耳と藍色を帯びた黒の瞳が特徴の男の子。
高学年クラス所属。短時間で何でも作れるが、失敗し部屋を爆発させることもしばしば。爆発後は黒耳がアフロに変化する。
音痴だった（メロディチャームを使っている間のみ上手くなる）が「うちは刻むよ! 魂のビート」にてパパピアニっちに調律してもらい直すことができた。また絵を描くことも得意ではないらしい。
生真面目で礼儀正しく敬語で話すが、役になりきると言葉遣いが変わる。生真面目の度が過ぎて融通が利かないこともある。
心優しく、相手を否定せずに中立的に物事を捉えて常に理性を保つことを心がけており、相手のたまごっちに不快な思いをさせてしまった時は謝罪するなど気を遣う場面がある。また、涙もろい面もみられ、繊細な気質とみられる。
特撮ヒーロードラマ『GOTCHIMAN』の大ファンで、よくテレビで見ている他DVDも持っている。 グッズを自作することもある。
最初はラブリンに興味を持っていなかったが、第3話でダウンした彼女の代役をやり、そのことを感謝されたことがきっかけでファンとなる。その後、刑事、侍、ヴァンパイア、海賊、博士役など、テレビ番組にも出演するようになった。
「ハッピーバースディ! まめっち」では、自分と誕生日が同じという縁があり、たまでんたまストリート駅の一日駅長となっている。
たまごっちスクールでは、クラスメイトだけでなく、教師からも頼りにされている。
第137話のロボットサッカートーナメントで優勝したため、めめっち、くちぱっちと共にドリームスクールに留学することになった。
算数が得意。
目の部分のデザインが前期シリーズと後期シリーズで若干異なっており、前期シリーズの「コレクトたまハート編」までは目のハイライトが小さく、後期シリーズの「ゆめきらドリーム編」からは目のハイライトが大きめになっている。
めめっち
声 - 柚木涼香
- 性別：♀
- 誕生日：10月10日
- 星座：てんびん座
- 趣味：おしゃれ
- 一人称：「あたし」
- 所属クラス：Aクラス
- 所属学科： 美容科
- 所属部活動：ファッション部

高学年クラス所属。渦巻き型ヘアーとフラッシュ型の大きな目がチャームポイント。友達思いで、クラスのムードメーカー。ぐるぐるしているものが大好きな女の子。
低学年には妹のいもっちがいる。
頭のぐるぐるヘアーで道の方向を感じ取ることができるが、ヘアーが型崩れすると方向感覚がおかしくなる。
たまプリルフールで、「転校することになったの」と嘘をついた時、（ひょんな事からバラすタイミングを失ってしまったこともあり）本当だと思われてしまったことがある。
怒りっぽい面もあり、安全おばっちのめめっち自身に関するデマや、テルリンがめめっちで遊んでいたとき、とこなっちに対する生意気さ、がんこっちの頑固さなどに対しては怒りを露にしていた。
まきことはファッションセンスが近いらしく、おしゃれのアイディアを出すとき似たものになることが多い。それにより、互いにマネをしたとケンカになることもあるが、「まきこの髪型がどうなろうとたまとものまま」と断言するほど基本的には仲がいい。
第137話のロボットサッカートーナメントで優勝したため、まめっち、くちぱっちと共にドリームスクールに留学することになった。
くちぱっち
声 - 矢口アサミ
- 性別：♂
- 誕生日：5月18日
- 星座：おうし座
- 趣味：食べる事、寝る事
- 好きな食べ物：チョコドーナツ、ピザとカレー、から揚げ
- 一人称：「ぼく」
- 所属クラス：Aクラス
- 所属学科：料理科
- 所属部活動：料理部

高学年クラス所属。とても食いしん坊で、美味しいものが大好き。優しくて、いつも家族揃ってのんびりしている男の子。語尾に「〜だっち」とつけて話す。
エコうさっちに感謝されたことがきっかけで、愛と正義のヒーロー「ぱっちマン」になったこともあるが、老人っち（声 - 早志勇紀）の荷物を「下ろす作業」を「積み込み作業」と勘違いしてしまったことで、ヒーローになるのを断念した。しかし、後日たまスク学園祭のヒーローショーで再び登場した。
正座ができない。
体を伸ばすことができ、「願いがかなう?ウワサのもしも山」（2014年5月1日放送）ではそれが生かされている。
第137話のロボットサッカートーナメントで優勝したため、まめっち、めめっちと共にドリームスクールに留学することになった。

### 準メインキャラクター
ひめスペっちを除き全シリーズに登場している。いずれもたまごっち星外の出身である。
スペイシーっち
声 - 加瀬康之
- 性別：♂
- 誕生日：7月20日
- 一人称：「オレ様」だが、クラスメイトの前では「ぼく」になる。
- 所属クラス：Aクラス
- 所属学科： 服飾科
- 所属部活動：制服部

たまごっちスクールの転校生で、後述のラブリっちやうわさっちと同様、本作初登場となる。
たまごっち星征服を企む三人組「スペイシー・ブラザーズ」のボス。いつも様々な作戦を実行しようとするが、毎回失敗に終わる。
二人の子分の前では偉そうな態度をとり口調も荒々しくなるが、第2話において学校に遅刻して慌てて教室に入り込んだラブリっちとぶつかり跳ね飛ばされ、彼女を「すごいパワーを持っている」と思い込んだことからか、クラスメイトの前では敬語で話すようになる。
アカスペっちからは「兄貴」と呼ばれている。
たまごっちスクールに入学した理由は、学生割引が適用されるからとのこと。
第1話では以下の2人のことを普通に呼んでいたが、第2話以降からはアカスペっちを「アカ」、ピポスペっちを「ピポ」と呼ぶようになった。
第138話で、手違いで2人と共に宇宙で暮らすことになった。
第2期では、詳細は不明だがドリームタウンに来ており、そこで留学中のまめっち達と再会する。「征服」と「制服」を勘違いし、服飾科に配属することとなる。食費はアルバイトで稼いでいる。
ひめスペっちに気がある描写がある。
アカスペっち
声 - 日野未歩
- 性別：♂
- 誕生日：6月24日
- 一人称：「オレ」
- 所属クラス：Bクラス
- 所属学科： 服飾科
- 所属部活動：制服部

スペイシーっちの子分。陽気で分かりやすい性格。語尾に「〜でヤンス」とつけて話す。
スペイシーっちの思いつきやピポスペっちの言動に振り回されたることがしばしば。
第138話で、スペイシーっちと共に宇宙で暮らすことになった。
第2期では、スペイシーっちと共にドリームタウンに来ている。
第4期ではねぇねっちに気がある描写が見られるようになる。
ピポスペっち
声 - SE
- 性別：♂
- 誕生日：3月22日
- 所属クラス：Bクラス
- 所属学科： 服飾科
- 所属部活動：生徒会部・制服部

同じくスペイシーっちの子分。
「ピポパポ」などとしかしゃべれないが、スペイシーっちとアカスペっちは彼の言葉の意味が分かる。
時々、恐ろしくて物騒な発言をするらしいが、3人の中では一番優しい性格。
第138話で、スペイシーっちたちと共に宇宙で暮らすことになった。
第2期では、スペイシーっち達と共にドリームタウンに来ている。
第4期では、スペイシーっちの命令で書記として生徒会部に潜入していたが活動を通してまめっちをはじめとする部員たちに情が湧いたこと、偶然もりパクコフレ団の活動を目の当たりにしたことで彼女たちのチームを部活動化することに貢献した。
ひめスペっち
声 - ゆかな
- 性別：♀
- 誕生日：2月14日
- 苦手な食べ物：ピーマン
- 一人称：「うち」
- 所属クラス：Aクラス
- 所属学科： ロボット科
- 所属部活動：生徒会部・発明部・チアリーダー部

たまごっちスクールの転校生。高学年クラス所属。
宇宙からたまごっち星に移住してきた女の子。口癖は「ギガキュン」。虫が苦手。
スペイシーっちとは幼馴染の関係にある。
転校した直後、まめっちに恋愛感情を抱くようになり、自宅にまめっちの写真、肖像画を飾っているほか、毎回まめっちと結婚する場面などを妄想し、周りから変に思われることも。
恋や占いが大好きで、ひめスペフォンという占いができる携帯電話を所有している。占いの当たる確率は高い。
家は宇宙船の機能を兼ねており、引っ越しなどは簡単にできる。「たまとも再会! たまごっちタウンに里帰り」ではたまごっちタウンに帰省するためにまめっち達を乗せている。
ゆめキラドリームではまめっちを追ってドリームタウンに移住し、ドリームスクールに転校した。
両親に姫修行をする前に半年たまごっちタウンに留学する約束をしていた。しかし約束の時間を過ぎしびれを切らした両親達からの連絡を受け、バンドコンテスト終了後に実家に帰る事になった。
第3期では「おかえりゆめキラ!復活☆キラキラガールズ」にて回想シーンでのみ登場している。
「たまごっつん♥で大集合!?」にて姫修行を終わらせ、ドレス姿でたまごっち星に帰還し、新しくたまともになったねぇねっちとは互いに片思いをしている相手がいることから意気投合している。
父親、母親、じいや、ばあや他（父親の声 - 川島得愛、ほか不明）が声のみ登場している。

### たまごっちタウン編から登場
ラブリっち / ラブリン
声 - 真堂圭
- 性別：♀
- 誕生日：9月10日
- 星座：おとめ座
- 趣味：読書、歌うこと
- 好きな食べ物：ナポリタン
- 苦手な食べ物：ピーマン
- 一人称：「わたし」
- 所属部活動：生徒会部

本アニメで初登場したキャラクター。第1期のメインヒロイン。
高学年クラス所属。『ラブリン』という名前で、たまごっち星一の人気アイドルとして芸能活躍も行っている女の子。
服装は、水色のワンピースにピンク色のハートのポシェット、両耳に水色のリボンをつけている。ラブリンとしての外見は基本的に、左耳に花の髪飾り、右耳に丸い飾りを付け、左目横にハートのフェイスペイント（「ラブリンパワー」と称されている）が描かれ、ピンクの衣装を着用する。番組や場所によっては、様々な衣装を着用することもある。「これって告白? 謎プロフ」からは、ラブリっちの際は服が水色のリボンがついた、ピンクのワンピース、ラブリンの際はフリルのついた衣装に変更され、左耳につけるアクセももりりっちにもらったハートのアクセに変更（ただし、ラブリンでの花のアクセは丸い飾りの代わりに右耳に引き続きつけている。丸い飾りはラブリっちの際に右耳につけている）。小さい頃は、黄色いリボンとワンピースを着けていた。
幅広いジャンルの番組に出ているため、過密なスケジュールである。まねーねっちいわく、忙しいときは1日に10本こなすという。「どこどこ? ラブリっちのおうち」から、GOTCHIMANにヒロイン役として出演している。これが彼女の体にも影響し、リハーサル中に倒れたこともある。それでも、責任感も強く、アイドルの仕事に前向きに取り組んでいる。
たまごっちスクールに転校する前、自分がラブリンであることを明かしており、それによってクラスメイトから陰口を言われたり、知らない生徒からサインを強要されることもあった。友達も一人もいなかったらしく、「アイドルには、本当の友達はできるはずはない」と考え込んでいた。
しかし、みんなでわくわく大レースの生中継でまめっち達と出会ったことがきっかけで、たまごっちスクールに転校。同時に、非難を避けるため自分の正体を隠していたが、時々バレそうになってしまうこともあった。 しかし、転校後のまねーねっちとの会話では「大騒ぎになってしまうから」と理由が転校前の時と差異がある。
だが、まめっちたちからの「自分にとってのたまともとは何か」という質問に、「私にとってのたまともは、嘘や隠し事のない間柄だと思います」と答え、それを聞いたまめっちたちの笑顔が影響したのか正体を明かすことを決意し、「キ・メ・タ! ラブリンの告白」でまめっちなど一部のたまごっちに全てを打ち明けた。
告白後そのことを知った全員は、「ラブリっちがラブリンであることは、ここにいるみんなの秘密にしよう」ということになり、普段は『ラブリっち』、アイドルの時は『ラブリン』と名前を使い分け、正体を知らないたまごっちには引き続き正体を隠していた。
しかし、まねーねっちの聞き間違いによってたまごっちスクールで収録を行うことになった際、まめっち達以外の生徒や教職員に正体を隠していることに疑問を感じ始め、自ら生徒たちや教職員に自分がラブリンであることを明かした。
天然ボケな一面が見られる。
今までスケートをやったことがなかったらしいが、ねむっちがパートナーになり上手く踊れた。
仕事で茶道をやったことがあるらしく、なりきりチャレンジでは一番正しい行動だった。
口癖が多い。「だって」、「うん!」、「ううん」、「大丈夫だよ」、「どうしよう!」、「どういうこと?!」、「どうして?」、「でも」など。
小さい頃は非常に泣き虫な性格だった。転んでしまうとすぐに泣いていたが、ブランコに乗ると泣き止んだ。高学年になった現在でも、何かが起こると泣くシーンがある。たまプリルフールでめめっちが「転校することになった」と嘘をついたときなど。
第52話では、たまごっちファンで最優秀賞に輝いたデザイン衣装を着て登場した。
『たまごっちのなりきりチャンネル』では、芸能活動時においても「ラブリン」ではなく「ラブリっち」と名乗り、TV出演時の装いもアニメのものとは異なる。ただ、まめっちのオタクのなりきり衣装にラブリンのぬいぐるみが登場している。
全キャラクターの中で唯一二つの名前が使われている。
メロディっち
声 - 三瓶由布子
- 性別：♀
- 誕生日：12月29日
- 星座：やぎ座
- 趣味：バイオリンで演奏すること
- 好きな食べ物：スイーツ、ザッハトルテ
- 所属部活動：芸術部
- 一人称：「ミー」

第2のヒロイン。
英語圏の国「メロディランド」出身で、言葉に英語を交えて話す。
服装は、マゼンタ色のドレス。「これって告白? 謎プロフ」からは、ラブリっち同様服が変更された。服は紫色のサロペット。音符型ブローチ（服装が変更されて以降はハートのアクセ）を付けた帽子を被っていて、外すと猫のような頭が出てくる。初登場時は首に音符型のペンダントを付けていたが、第65話から97話まではメロディチャームになった。小さい頃の彼女は、耳が大きく耳元の丸い飾りが片方3つだが、現在は5つ。目が今より小さくて帽子とピアスがなく、話し方も英語交じりではない。
クラシック界のアイドルで過去にコンクールで何度も優勝したこともあり、たまごっちタウンでも有名なバイオリニスト。セレブリアで天才音楽家であるくらしっくっちのレッスンを受けている女の子。
ピンクのケースにピンク色のバイオリンを入れて、出かけるときも肌身離さず持ち歩いている。第119話 - 120話では、バイオリンの中の精霊の女の子との友情を強くした。
服装は紫と黒で統一しており、本人曰く「自然体」で、ADっちに衣装替えを頼まれても断っていた。紫には不思議な力があるらしい。
保育園に来て演奏することもあり、故郷のメロディランドでもやっていたという。
たまごっちタウンにやって来て、すぐにラブリンと仲良しになった。最初はセレブリアで一人暮らしだったが、ラブリっちと仲良くなり第49話 - 第73話からはたまカフェにホームステイすることにした。その際、持ってきた手荷物はバイオリンと旅行に必要なものだけだった。彼女はホームステイに必要なものに詳しくないらしい。その後、ラブリっちとテルリンの部屋が模様替えされて2人（とテルリン）用の部屋となった。後日、たまごっちスクールにも転校した。
最初、ラブリンを仕事以外でも「ラブリン」と呼んでいたが、たまカフェにホームステイしてからは「ラブリっち」と呼ぶようになった。
運動神経も良く、パンプキンミントンにはかなりの自信を持っている。
まめっちの歌を聞いて「ショッキングでインパクトのある歌」と評価したり、ごっち大王のダジャレに初めて笑ったり、お化けが大好きだったり、まめっちの絵をお世辞したり、「Love」と「Like」の違いを知らないとおかしなセンスも持つ。
最初、一人暮らしだったが料理は得意ではない模様。また、他人のいいところを見つけやすい。
茶道は全くやったことがないらしく、間違えてばかりいて先生からわざと間違えているのではないかと疑われた。まめっち、めめっち、くちぱっちも彼女ほどではないが間違えていた。
一人っ子。
いつも元気で明るいがとても天然。そして恋愛のことを全く理解していない様子。
もりりっち
声 - 斎藤千和
- 性別：♀
- 誕生日：9月21日
- 星座：おとめ座
- 趣味：たまもり
- 一人称：「あたし」
- 所属部活動：ファッション部

第74話 - 第85話からのヒロイン。
まめっち達がクラス替えをした後やってきた転校生。高学年クラス所属。
ラブリっち、メロディっちと一緒に登場することが多い。
たまもりブームをリードするために姉のあねもりりっちのたまもりショップで働いている女の子。
とっても明るく前向きで、姉妹共に過去の流行語を使う。
普段はアフロヘアーを3段重ねたスタイルたが、たまもりを外すと垂れ下がった耳になる。幼少時代の彼女は後者の姿だった。
タイプはちょいダサ。
第4期ではきゃんでぃぱくぱくやコフレっちと共に「もりぱくコフレ団」を結成し、チームのまとめ役として活躍している。
テルリン
声 - 金田朋子
- 性別：♀
- 誕生日：10月22日

ラブリっちが持っているピンクの携帯電話。
高学年クラス所属。ラブリっちの席にテルリン用の小型の席が設置されている。
携帯電話としては「クラクラ! いきなり生放送」から登場。「ゆめ? 不思議なメール」で、タイムスリップした際の衝撃で魂が吹き込まれ、喋り動くことができるようになった。
非防水仕様であり、水を浴びるとショートする。第39話ではそれがきっかけで記憶喪失になり行方不明になったことがある。
液晶画面で自分の顔を他のたまごっちの顔に変え、その人物通りに物真似をすることが得意。
第31話のBパートでは、あつあつっちもテルリン型携帯と同様の物を所有しており、大量に市場に出回っていることが確認される。
命名者はラブリっちで、由来はラブリンテレフォン→テレフォンラブリン→テレリン→テルリンとの事。
パシャリン
声 - 桑谷夏子
- 性別：♀
- 誕生日：6月6日

もりりっちが小さい頃に使っていたピンク色のカメラ。
もともとは故障していてもりりっちがまめっちに修理を依頼したところ、修理中のハピハピっち、どれみっち、そぷらっちのパニックにより仕上げ装置が暴走し、もりりっちの頭に付いているハートマークが飛び散って融合し、命を吹きこめられ喋れるようになった。
もりりっちと同じく過去の流行語を使う。
撮れる写真は当初はモノクロであったが、後の騒動で薄いピンク色になった。
最初、本人は自分が喋るカメラとは知らず、テルリンの事を『喋る携帯電話』と呼んでいた。
テルリンとは大親友である。また、テルリンと同じく非防水仕様であり水が苦手である。
左側についているハートボタンをなでることで充電することが可能。
パシャリンはもともとアンティークタウンのカメラ職人フィルムっちによって作られた最初のデジタルカメラ。試作機の意味合いがあり、現在のカメラとは事なりモノクロで撮影するのが特徴。その後、改造が計画されていたが、フィルムっちの手違いによりたまごっちタウンに出荷された。

### ゆめキラドリーム編から登場
ピアニっち
声 - 折笠富美子
- 性別：♀
- 好きな食べ物：アップルパイとグラタン
- 所属クラス：Aクラス
- 一人称：「わたし」
- 所属学科：音楽科
- 所属部活動：芸術部

薄紫色のベレー帽をかぶっている。
カフェママの娘。メロディランドに留学していたが、まめっち達がドリームタウンに留学している途中から帰ってきた女の子。
「スマートピアノパッド」（ピアニっち、ひめスペっちとキラリっち、ムジカっち先生はスマピと呼んでいる）というタブレット型のピアノを所有していて、周りに演奏することもある。
頭の回転が速く、垢抜けた性格をしており思ったことははっきりと言う。
メロディランドに留学する前はいかりっちとは仲が良く、本人曰くいかりっちといる間は楽しい時間だったという。
なんでっちとは幼少期から親交があり、2人でタイムカプセルを埋めたことも。
コフレっちとは親友関係にある。
「ピアニっちの夢と約束」にて、ドビっちー音楽学院校長のドビっちーから音楽学院への入学をスカウトされた。ピアニっちは検討した結果、ドリーム園の子供達に、ピアノの楽しさ、スマートっちの思いを全て伝えてから行くことを条件に承諾した。
コフレっち
声 - 能登麻美子
- 性別：♀
- 所属クラス：Aクラス
- 一人称：「あたし」または「わたし」
- 所属学科：美容科
- 所属部活動：芸術部

薄ピンク色のワンピースを着ている女の子。
コフレサロンでキラキラメイクをしている。
しばしば早口で話すことがあり、ピアニっちやメロディっち、もりりっちは「聞き取れない」と言っている。
実家に帰ったひめスペっちに代わりキラキラガールズのドラムを担当する。
一人っ子。
ピアニっちとは親友である。
第4期ではもりりっちやきゃんでぃぱくぱくと共に「もりぱくコフレ団」を結成した。
ゆめみっちとキラリっち
第2期から登場したキャラクター。
『D2』というアイドルに憧れており、共にアイドル歌手を目指している。
「登場! ゆめみっちとキラリっち」にて、占い師のおばあさんから夢を叶える手伝いをするといわれる「ゆめキラバッグ」を手渡される。ただし、このバッグの秘密を他人に知られてはならず、もし知られてしまうと夢が叶わなくなるという。このバッグを使うことで様々な職業に変身するが、変身時は周りからゆめみっちやキラリっちとは別のたまごっちと思われている。
145話で2人はアイドルに変身し、ドリフェスで1位になるが、前述の秘密もありスクールの皆および教員は2人だとは知らず、別人と思われている。
188話では2人の変身がなんでっちに見られてしまい、このままでは夢が叶わないと思い込んだ。2人は考えた結果、ゆめキラバッグを占い師のおばあさんの所に返し、ゆめキラバックを使うことなくドリフェスに挑戦し1位になった。そして、その活躍を見ていたアイドルアカデミアの学園長に入学を進められ、2人はアイドルアカデミアのあるメロディランドに留学することになった。
第3期の204話ではゆめみっちとキラリっちが久しぶりにドリームタウンに里帰りし、キラキラガールズ復活コンサートを行った。
第4期にてラブリンの新番組で彼女と共演。終了後にアイドルアカデミアの卒業試験の合格を言い渡され、新人アイドルとしてデビューしている。
ゆめみっち
声 - 福圓美里
- 性別：♀
- 一人称：「わたし」
- 所属クラス：Aクラス
- 所属学科：芸能科
- 所属部活動：チアリーダー部

お金持ちのお嬢様。おっとりした優しい性格。リボンが好きで、頭に大きなピンク色のリボンをつけている女の子。
キラリっち
声 - 豊口めぐみ
- 性別：♀
- 誕生日：7月7日
- 一人称：「あたし」
- 所属クラス：Aクラス
- 所属学科：芸能科
- 所属部活動：ファッション部

家が「キラキラたまもりショップ」で明るくお茶目な性格の女の子。普段は左右に綿のようなものがついていて水色の帽子をかぶっているが、帽子を外すと頭の左右に丸い突起が見える。星型のアクセサリーがお気に入り。

### みらくるフレンズ編から登場
みらいっちとくるるっち
第3期から登場する双子の姉妹。
2人は未来のドリームタウンに住んでおり、デザインを学んでいる。夢はデザイナーになって自分たちのお店を持つこと。
ドリームバクっちとウォッチリンのパニックによりスマートっちと共に現代のドリームタウンにタイムスリップしてきた。未来に戻るためポケットデザイナーのミラクライズ機能を使ってドリームバクっちを保護する。
最終回ではドリームバクっちが8体集まったことと、スマートっちが未来に帰る事を決意したことにより二人とウォッチリン、きゃんでぃぱくぱく、スマートっち、Xと共に未来に帰ったが、第4期では、みらいっちとくるるっち、ウォッチリンのみ「ノックとんとん」というドアノブ型のタイムマシンを使って未来と現代を行き来している。
みらいっち
声 - 加藤英美里
- 性別：♀
- 誕生日：6月2日
- 一人称：「あたし」
- 所属クラス：デザイン科
- 所属部活動：運動部

左利き
明るく行動的な性格。双子の姉。ローズの髪飾りが特徴。洋服のデザインが得意。
くるるっち
声 - 斎藤千和
- 性別：♀
- 一人称：「わたし」
- 苦手な食べ物：ピーマン
- 所属クラス：デザイン科
- 所属部活動：生徒会部・発明部・ファッション部

右利き
冷静な性格。双子の妹。クラウンの髪飾りが特徴。アイテムのデザインが得意。

ウォッチリン
声 - 小桜エツコ
- 性別：♀

ドクター・フューチャーが開発した時計型のロボット。みらいっちとくるるっちのパートナー。
腕に巻きついた相手の運気を調べる「ラッキーチェック」が得意。生みの親であるドクター・フューチャーによってタイムトラベル機能が搭載されている。普段はポケットデザイナーと同様の大きさであるが、ラッキーチェック時のみ腕時計型の大きさに縮む事が出来る。
テルリン同様顔を変えることが可能。
語尾に「チクタク」とつける。
きゃんでぃぱくぱく
声 - 又吉愛
- 性別：♀
- 一人称：「あたし」
- 所属部活動：料理部

未来のドリームタウンに住む、みらいっちとくるるっちのたまとも。本名は「きゃんでぃ すーぱー くいっくぱす あんど すまいる すぱーくっち（正式表記は不明）」。
ポシェットから様々な味のキャンディを出すことが出来る。ドクター・フューチャーからの依頼でドリームバクっちの保護を手伝うために現代にタイムスリップする女の子。
第4期ではもりりっちやコフレっちと共に「もりぱくコフレ団」を結成した。

### GO-GO たまごっち!編から登場
ねぇねっち
声 - 渡辺明乃
- 性別：♀
- 一人称：「あたし」
- 所属部活動：チアリーダー部、ファッション部

まめっちたちがドリームスクールへ留学した後にラブリっち達と仲良くなった少女。おれねっちを弟に持つ。
たまごっつんで2つの学校が合体してドリたまスクールになった後はまめっちたちともたまともになった。
くろまめっちに恋心を抱いている。ねぇねっちと同じようにまめっちに恋心を抱くひめスペっちとは、片思いをしている同士意気投合し親友になる。
おれねっちからは「ねぇね」または「姉ちゃん（ねぇねっち以外のたまごっちもいる場合）」と呼ばれている。
おれねっち
声 - 三瓶由布子
- 性別：♂
- 好きな食べ物：オムライス
- 一人称：「おれ」
- 所属部活動：運動部

まめっちたちがドリームスクールへ留学した後にラブリっち達と仲良くなった少年。ねぇねっちを姉に持つ。
くろまめっちに憧れていて、彼のようなサッカープレイヤーになるために日々努力している。

## たまごっちタウン
『映画! たまごっち』および『たまごっち!』第1期の舞台。第2期からはドリームタウンへと舞台が移るが、第4期には「たまごっつん」という自然現象により一つの街に統合された（たまごっちスクールおよびドリームスクールも同様の影響を受けている）。いずれも「笑って笑って またごっつん!（後編）」にて元に戻っている。

### たまごっちスクール
主な原作のキャラクターはほぼ全員登場するが、めいどっち、とさかっち、ちゃおっち、ずきゅっち、やんぐまめっち、いちごっち、ろぼっち、せびれっち、しましまっちがまめっち達のクラスから居なくなっており、一部のシーンにしか登場しない。また、やんぐまめっちはまめっちのクラスから低学年クラスに移っている。
第1話 - 第25話エンディングではとさかっちやめいどっち等が登場した。
第74話 - 第85話からは、クラス替えが実施され、とげっち、ひのたまっち、りんごっち、どろっち、やったっち、ねむっちが他のクラスに移った。
たまごっちスクール
声 - 金野潤
- 性別 : ♂

たまごっちスクールの校舎。

#### たまごっちスクール生徒

##### 高学年組
くろまめっち
声 - 加藤奈々絵
- 性別：♂
- 誕生日：7月19日
- 趣味：ギター
- 一人称：「オレ」

高学年クラス所属。常にクールで無駄もない。まめっちと同じく勉強もできてスポーツも得意な男の子。周辺の仲間と仲良くするのは少々苦手だが、それでも態度は変えることはない。
ラブリンのファンで、自分の部屋にラブリンのポスターやカードがたくさん飾られているほか、彼女のファンクラブの会員でもある（会員番号は本人いわく1番らしい）。
第5話で収録現場へ向かうラブリっちを目撃した。この行動からか、まめっちのバースデーパーティーでラブリっちがラブリンであることを告白した時、「オレは最初から気づいてたぜ」と発言していた。
GOTCHIMANラブリンに変装してスペイシー・ブラザーズとうわさっちを惑わしたこともある。
周辺の仲間が自分に親しみやすくなったことを自覚し、「本当のクールを探す旅」をしたことがある。
フォワードっちにサッカーの上手さを認められ、スポーツ番組に出演したこともある。
好物はポップコーン。
ござるっち
声 - 古島清孝
- 性別：♂
- 誕生日：2月2日
- 一人称：「拙者」

高学年クラス所属。忍者にあこがれており、日々修行に励んでいる男の子。
朝早く起きることが苦手な低血圧で、ミーハーなところもある。語尾に「〜でござる」とつけて話す。
相棒に『がまのすけ』がいる。
ふらわっち
声 - 佐々木日菜子
- 性別：♀
- 誕生日：4月8日
- 一人称：「わたし」

めめっちの親友。花が好きで、色々な花言葉を知っている女の子。
悪役になりきるのが好き。
まきこ
声 - 杉山佳寿子→岡村明美
- 性別：♀
- 誕生日：11月7日
- 一人称：「わたくし」

本名は「マドレーヌ・キリエ・ドッチーヌ」。
めめっちの永遠のライバルで、派手に渦巻いた二本のタテロールがチャームポイントの女の子。
バレエのレッスンを受けているらしい。
特技はおしゃれ。
うわさっち
声 - 水田わさび
- 性別：♀
- 誕生日：6月21日
- 一人称：「あたし」または「わたし」

ラブリっちと同じく本作初登場のキャラクター。
噂探しが大好きで、常に周辺の仲間の言動をチェックし、気になることがあればすぐに知りたがる女の子。
語尾に「〜だわさ」とつけて話す。
全く根拠のない噂を言いふらすこともある。そのため彼女のうわさはあまり信用されていない。
布袋のような大きな頭とほっぺたのそばかすがトレードマーク。
『安全おばっち』という名前の母親もいる。母親も噂好きで、娘と一緒に自分の見つけた噂をたまストリートに流したこともある。
たまごっちスクールで、ラブリっちがラブリンとしてアイドル活動をしているということを発表したことを知らなかったため翌日、ラブリっちの正体をクラス全員が知っていて自分だけ知らなかったことに納得できず、しばらくそのことを信じようとしなかった。しかしその後、ラブリっちと共にTV出演し、買い物の途中で打ち明けられたことで信じるようになった。
彼女の情報収集は半端ではなく、ラブリっち本人でさえ忘れていたことも知っている。
うわさ以外には興味がないようでおシャレにも興味はなく、クレープもラブリっちと一緒に食べるまで食べたことはなかった。
好きな色はオレンジで、ピンクと青はあまり好まないらしい。
口が固いたまごっちが好み。
でばっち
声 - 川島得愛
- 性別：♂
- 誕生日：11月13日

出っ歯が特徴でギャグを言って周辺の仲間を笑わすことが得意。担当はツッコミ。関西弁で話す。
みみっち
声 - 儀武ゆう子
- 性別：♀
- 誕生日：8月8日
- 所属部活動：発明部

計算が得意で習字も上手い女の子。負けず嫌いでどんなことにも積極的にチャレンジする頑張り屋。
頭の耳は、実は帽子らしい。語尾に「〜ぴょん」とつける。
わたわたっち
声 - 儀武ゆう子
- 性別：♀
- 誕生日：3月4日

のんびりしてふわふわしたものが大好きな恥ずかしやがりの女の子。頭の上にある「わたわた」としか喋らない専用のたまペットが一緒にいる。たまペットがしゃべる時、たまペットの鳴き声でしゃべる。
なちゅらっち
声 - 植竹香菜
- 性別：♀
- 誕生日：6月1日
- 一人称：「わたし」

とってもピュアで自然を愛するたまごっち。頭の上に付いているカメラでよく写真を取っている女の子。あわてると、フラッシュが測光する。
フラッシュをOFFする設定がない。
ポンポンっちと仲が良い。
語尾に「なちゅ」とつける。
ポンポンっち
声 - 川瀬晶子
- 性別：♀
- 誕生日：8月11日
- 一人称：「あたし」
- 所属部活動：チアリーダー部

とっても元気で明るく前向きなたまごっち。運動会やコンクールの時は誰かを応援する為に頭の上に付いているポンポンを取って応援する女の子。
なちゅらっちと仲が良い。
すのぽっち
声 - 金野潤
- 性別：♂
- 誕生日：12月21日
- 一人称：「ぼく」

ののぽっちのいとこである、スノーボードが得意とする「のーすのーすぽいんと」出身のたまごっち。
雪が少ないたまごっちタウンへ行く時はスケボーで登校している男の子。
語尾に「のぽ」とつける。
基本的に♂が11月13日、♀が10月22日生まれである。
とげっち
声 - 金野潤
- 性別：♂
- 誕生日：11月13日

ラブリンのファン。好きな音楽はロックとパンクで、好きな言葉はラブ&ピース。
ひのたまっち
声 - 松尾大亮→古島清孝
- 性別：♂
- 誕生日：11月13日

口癖は「4649（ヨロシク）」。
言葉は乱暴だが、心は燃えるように熱い。音楽はロックが好き。ほとんど誕生日もとげっちと同様。また、ラブリンのファンでもある。
ラブリン応援団のリーダー的存在。元々はとげっちのライバル。
りんごっち
声 - AKIKO→日野未歩
- 性別：♀
- 誕生日：10月22日

りんごを割ったような性格で、何事も白黒はっきりさせる真面目なたまごっち。
どろっち
声 - 小西克幸
- 性別：♂
- 誕生日：11月13日

知らない間に現れフワフワ浮いている、存在感はあまりないがとても親切。語尾に「〜どろ」とつける。
やったっち
声 - 藤村知可
- 性別：♀
- 誕生日：10月22日
- 所属部活動：チアリーダー部

いつも元気で、両手を上げてはしゃいでいるお調子者。
名前の由来は「ヤッター!」。
ねむっち
声 - 川瀬晶子
- 性別：♂
- 誕生日：11月13日

いつも、眠そうな顔をして睡魔に襲われているが、夢が見られるので寝るのは好き。
スポーツが上手で、スケートは上手かったが、テニスでは一度負けていた。

##### 低学年組
ちゃまめっち
声 - 儀武ゆう子
- 性別：♀
- 誕生日：2月22日
- 一人称：「ちゃま」

まめっちの妹。世の中の様々なことに興味を持っている。
ハピハピっちと仲良し。
少々ワガママだが、根は素直。語尾に「〜です」とつけて話す。黄色のリボンを付けている。
ダンスユニットのTAMA6に憧れ、いもっち、エコうさっち、タコウインナーっちとダンスユニットを結成した。
ききっち
声 - 竹内順子→山口眞弓
- 性別：♂
- 誕生日：7月28日
- 一人称：「オレ」

低学年クラス所属。少々やんちゃだが非常に感性豊かで、熱を出したセバスチャンっちの看病をするなど優しい部分も見られる。
語尾に「〜だし」「〜でしょ」「〜なわけ？」とつけて話す。
自分の両親がオーナーを勤めるセレブリアに住んでいる。
トレードマークは、赤いスカーフ。
好物はバナナ。キツネザルがモデル。
怖い話が苦手。
いもっち
声 - 川瀬晶子
- 性別：♀
- 誕生日：10月22日

めめっちの妹。姉よりもしっかりしているところもある。語尾に「でちゅ」とつける。
ちゃまめっちとききっちの友達でもあり、3人で一緒に活動をすることもある。
最初、ダンスに自信が持てなかったが、めめっちに「人はね、最初から上手じゃないんだよ」とアドバイスされ、ダンスに励むようになった。
タコウィンナーっち
声 - 加藤奈々絵
- 性別：♀
- 誕生日：9月16日

極度の恥ずかしがり屋で、同じクラスのちゃまめっちとも喋ることがないどころか、話しかけられると顔を赤くしてその場から走って逃げ出すほどだが、踊り始めると活発になる。
語尾に「なのナ」とつける。
第16話でダンスをして、ちゃまめっちたちにダンスを教えた。
ぐるめっち
声 - 植竹香菜
- 性別：♂
- 所属部活動：料理部

食べ物の話題には少々うるさいたまごっち。
たまごっち星のシャレた店をよく知っており、みんなに紹介してくれる。
くまったっち
声 - 佐々木日菜子
- 性別：♂

「くまった…くまった…」と口癖を発し、常に困っている様子のたまごっち。
何が困ったのか聞いてみると、実は大した事のない悩みを相談することになる男の子。
エコうさっち
声 - 川瀬晶子
- 性別：♀

ゴミ拾いやリサイクル活動に熱心に取り組んでいる3人組。
回りにおしつけたりせず、自分達で積極的に頑張っている。
3人とも姿がほぼ同じで、おでこの巻き毛と手に持っているバッグの色が違う。三人のおでこの巻き毛はそれぞれアルファベットの筆記体で「e」、「c」、「o」となっており、続けて読むとeco＝エコになる。
ひめっち
声 - 岡本ナミ
- 性別：♀
- 誕生日：8月21日
- 一人称：「わたし」

お姫様的な存在で、誰にでも優しく、しかもかなりのしっかり者で勉強もできる女の子。
キラキラしたものを集めるのが好きで、ビーズ教室に通っている。
一人っ子。
あつあつっち
声 - 植竹香菜
- 性別：♂
- 一人称：「オレ」

リーダーっぽい性格。熱くなりやすく、すぐに行動に移すので、時々失敗してしまうこともある男の子。
さぶさぶっち
声 - 加藤奈々絵
- 性別：♂
- 一人称：「オレ」

あつあつっちとは正反対で、クールでサブリーダー的存在が似合う男の子。
くのいっち
声 - 岡本ナミ
- 性別：♀

くノーをめざしている。忍者服の中には、いつもオシャレな服を着ているとの噂がある。
ももっち
声 - 土師亜文
- 一人称：「もも」

ガーデニングが好き。
一人っ子。
ののぽっち
声 - 日野未歩
- 性別：♂
- 誕生日：1月12日

最も寒いと言われている、「のーすのーすぽいんと」出身。
純粋で心が広く、ほのぼのとした性格。語尾に「だっぺ」とつける。
やんぐまめっち
声 - 吉原ナツキ
- 性別：♂

まめっちに憧れている男の子。
映画版や『さあイコー!たまごっち』ではまめっちと同じクラスに所属していたが、アニメでは別クラスになった。
やんぐどろっち
声 - 高倉有加
- 性別：♀

自由気ままにふわふわして、いつもお気に入りのリボンをつけている少女。
おばけみたいな姿をしつつ、実は暗い所とおばけが大の苦手。
くいしんぼっち
声 - 下田レイ
- 性別：♂
- 誕生日：3月14日
- 好きな食べ物：食べ物全般

食べることが大好きなたまごっち。語尾は「～だぞう」「～ぞう」。
しぐれひめっち
声 - 高倉有加
- 性別：♀
- 誕生日：11月15日

甘いものが大好きなお城風別荘に住むお姫様。
語尾に「ぞよ」とつける。
ぺろっち
声 - 植竹香菜
- 性別：♀
- 誕生日：1月6日
- 一人称：「わたし」
- 所属部活動：料理部

たまベーカリーの看板娘。ママコッペっち特製のカップケーキを頭にのせている女の子。
ぼくっち
声 - 三瓶由布子
- 性別：♂
- 誕生日：1月24日
- 一人称：「ぼく」

ききっちと同じくお金持ちの少年。
負けん気が強く、学級委員長選挙ではかなり勝利にこだわっていたが、ききっちが委員長に任命され負けてしまう。
シュートっち
声 - 加藤奈々絵
- 性別：♂
- 誕生日：11月11日

サッカーが好きで、活発なたまごっち。くろまめっちに憧れている少年。

#### たまごっちスクール教職員
ごりっぱ先生（ごりっぱせんせい）
声 - 間宮くるみ
- 性別：♀

まめっち達高学年の担任。モチーフはゴリラで、名前の通り、頭にはっぱが付いている。
よい行いをした生徒には、頭のはっぱで「ごりっぱマーク」をつくってくれる。口癖は「うほっ！」。
辞典亀先生（じてんかめせんせい）
声 - 龍田直樹→加瀬康之
- 性別：♂

低学年の担任。モチーフは亀。いろんな物を覚えているうちに、甲羅が辞典になってしまった。運動は苦手。
都合が悪くなると、甲羅（辞典）の中に入ってしまう。
ミミズ校長（ミミズこうちょう）
声 - 大竹宏
- 性別：♂
- 一人称：「わたし」

ドリたまスクールの校長。モチーフはミミズ。小さいので踏まれそうになってしまうこともある。
「まめまめクラブ」会長。

フラスコ先生（フラスコせんせい）
声 - 古島清孝→金野潤
- 性別：♂

フラスコのような頭をしている。驚いたり、実験に失敗すると、自分も大爆発を起こす。

### 家族など

#### まめっちファミリー
ぱぱまめっち
声 - 川島得愛
- 性別：♂
- 一人称：「わたし」

まめっちの父親。
今回では、黒目に白いハイライトが追加され、家にいるときは私服、仕事の時は白衣を使い分けるようになった。
若い頃、伝説の不思議な生き物を探しにキャプテン号っちと一緒に旅をしていた。
まめまめ研究所で働いている。
泳げない。
ままめっち
声 - 鷹森淑乃→川瀬晶子
- 性別：♀

まめっちの母親。
上記のぱぱまめっちと同じくこちらも黒目に白いハイライトが追加され、上半身に服が追加された。
まめっちの夢の中で、たまごっち星の住人がコーンスターっちによりままめっちにされたことがある。
ぱぱまめっちの10番目に好きなところは、彼がお笑い芸人のものまねを真面目に分析するところである。
彼女は、家族に内緒でダイエットをしているらしい。
ハピハピっち
声 - こおろぎさとみ
- 性別：♀
- 誕生日：12月22日

第86話 - 第98話からはたまペットに分類されている。
映画版2作目『映画! たまごっち うちゅーいちハッピーな物語!?』では相手を幸せにする能力があったが今回では描写されていない。その代わりに本作では幸せにはハート型アンテナが赤く、不幸には青く反応する描写がされている。
ちゃまめっちとは大の仲良しで、いつも一緒にいる場面が多いが、2回だけケンカをしたこともある。
体の色は白で耳の色はピンク色。
語尾に「ワン！」や「〜アンッ！」とつける。
ばぐばぐっち
声 - 佐々木日菜子
まめっち家族のたまペット。まめっちの荷物を持ってくれるバッグ型たまごっち犬。
名前を書いておけば、常に自分のあとをついてくる。優秀で宿題をやってくれることもある。

#### めめっちファミリー
めめぱぱっち
声 - 三宅健太→小西克幸
- 性別：♂

めめっちの父親。ぐるぐるミュージアムで館長の手伝いをしている。
めめままっち
声 - 城雅子→日野未歩
- 性別：♀

めめっちの母親。節約することとぐるぐるカールに非常に気を使っている。
ちっちー
めめっち家族のたまペット。
めめっちの愛犬。
悪い夢を一口で食べてくれるらしい。
普段は「くるんくるん」と鳴くが、怒ると「ちっ」と舌打ちすることがある。
他にもセリフのみであるが、最果ての村におばあちゃんがいるという。

#### くちぱっちファミリー
ぱぱぱっち
声 - 小西克幸
- 性別：♂
- 一人称：「わたし」

くちぱっちの父親。
くちぱっちそっくりで彼に間違われやすいため、常にかつらをかぶっている。
タンスの中には、様々な種類のかつらを仕舞っており、それぞれ2号、3号などと名前がつけてある。
ままぱっち
声 - 川瀬晶子
- 性別：♀

くちぱっちの母親。のんびりしていて物忘れすることが多い。
ちびぱっち
声 - 佐々木日菜子
くちぱっちの弟で双子の兄弟。
性格はやんちゃで、親が目を離している隙にどこかへと行ってしまうことも。
「たー」「ちー」としかしゃべれないが、くちぱっちには言葉がわかる。
温泉モグラっち（おんせんモグラっち）
声 - 古島清孝
くちぱっち家族のたまペット。
温泉源の穴を見つけると、赤いシャベルで掘ってくれるモグラのたまごっち。

#### ラブリっちファミリー
ラブパパリっち
声 - 金野潤
- 性別：♂
- 一人称：「ぼく」

ラブリっちの父親。たまストリートに所在する写真スタジオのオーナー。
たまカフェの手伝いもするが、メニューは少々独特過ぎるらしく、よく娘と妻に「ダメー!!」と言われ即却下される。
料理の腕前はかなり悪い。「タラララララーン! ラブパパリっちの珍メニュー」ではまめっち達に美味しく食べてもらえたが、実はラブママリっちがこっそり味を変えていたものだった。
ラブママリっち
声 - 藤村知可
- 性別：♀

ラブリっちの母親。たまストリートに所在する「たまカフェ」の店主。
自分の娘には立派な大人に成長して欲しいと望んでいる。
たまカフェに集まるまめっちたちのことを暖かい目でいつも見守っている。
第2話後半での台詞によると彼女は、「カフェをオープンするのが夢だった」とのことである。
たまカフェで仕事をする時はエプロンを、旅行などに外出する時はチュニックを着用する。
ラブソラっち
声 - 金田アキ
- 性別：♂
- 一人称：「ぼく」

ラブリっちの弟。初登場時はタマゴであり、タマゴとしては「ラブリっち、お姉さんになる（前編・後編）」で登場し、「ラブリっち、お姉さんになる（後編）」途中から「笑って笑って またごっつん!（後編）」まで姿が登場。
空を飛んでいる物が大好き。
どれみっち
声 - こおろぎさとみ
- 性別：♀

メロディっちのたまペット。鳴き声は「きゅ」。
そぷらっちの妹。性格は甘えん坊で、好きな事は歌とダンスである。
メロディチャームの音が大好き。
何事にも興味があり、何かを見つけると、どこかへいなくなることもある。
そぷらっちと共に第49話 - 第73話オープニングにて先行登場した。
そぷらっち
声 - 植竹香菜
- 性別：♀

同じくメロディっちのたまペット。鳴き声は「みゅ」。
どれみっちの姉。性格は冷静でボーイッシュ。自由奔放などれみっちの心配をしている。どれみっちと同じくメロディチャームの音が大好き。
最初メロディっちは2匹を両親の元に居させようと思っていたが、両親はメロディっちのためにとたまカフェに同居させることにした。彼女も最初は（メロママっちとメロパパっちが寂しくなるからという理由で）それに反対していたが、両親の説得によりメロディっちと共にたまカフェで暮らし、その後はメロディランドの自宅に帰った模様。

#### その他

##### たまごっちタウン
ままふらわっち
声 - 不明
- 性別：♀

『ヘイカモン! ふらわっちのバースディ』で登場。
ふらわっちの母親。
ぱぱきざっち
声 - 古島清孝
- 性別：♂
- 一人称：「ぼく」

ふらわっちの父親。レディーファーストを心がけている。
きざっち
声 - 不明
- 性別：♂
- 一人称：「ぼく」

『ヘイカモン! ふらわっちのバースディ』の回想シーンで登場。
ふらわっちの兄で、海外留学をしている。
まじょりて
声 - 藤村知可
- 性別：♀

まきこの母親。「まじょりてと呼んでくださいな」と言っており、本名不明である。
たまストリートで美容室を経営している。
あねもりりっち
声 - 下田レイ
- 性別：♀
- 一人称：「あたし」

もりりっちの姉。たまもりショップの店主。もりりっち同様死語で話す。
パシャリンには若い頃の彼女の写真が残っているが、彼女にとっては「恥ずかしい」もののようで、パシャリンが写真を見せようとした時には、「すぐに削除してちょうだい!」と動揺していた。
安全おばっち（あんぜんおばっち）
声 - 津田匠子
- 性別：♀

うわさっちの母親。語尾に「〜ざます」とつけて話す。うわさっちと同じく、うわさ話が大好き。
ムッシュ・キキ
声 - 加瀬康之
- 性別：♂

ききっちの父親。セレブリアのオーナー。
「ドリームメイクで社交界デビュー」でも彼らしきたまごっちが登場している。
マダム・キキ
声 - こおろぎさとみ
- 性別：♀

ききっちの母親。セレブリアのオーナーでありながら、出店するお店のプロデュースもする。たまごっち星のセレブ中のセレブ。
セバスチャンっち
声 - 小西克幸
- 性別：♂
- 一人称：「わたくし」

ききっちの家の執事。家が広いので、部屋の移動はカートで行う。
がまのすけ
声 - 小西克幸
- 性別：♂

ござるっちの修行の場に住む巨大なガマガエル。
ききっちに怪獣と間違われた。
壺の中で冬眠している時、小さくなっているが、起こされると大きくなる。
かしらっち
声 - 不明
「ござる村! おにぎりたまもり」で登場。正式表記は不明である。ござるっちの父親で、大のアイドルファン。
おくがたっち
声 - 小林沙苗
『ござる村! おにぎりたまもり』で登場。ござるっちの母親。
アイドルだったことを匂わせる描写がある。

#### たまストリート
ハッピーバーガーっち
声 - 間宮くるみ
たまごっちタウンのハンバーガー店の店長。
たまステっち
声 - 岡村明美
たまストリートの情報ステーション。
イベントの進行役をこなしたり連絡をとってくれたりと、頼り甲斐がある。
テルリンに似た携帯電話を所有している。
キャラクターのモデルは『カードでちゃくしん!たまごっち!』のゲーム機。
ガシャポンっち父・母
声 - 金野潤（父）・儀武ゆう子（母）
「ドッキリ! たまステっちのお見合い大作戦」で登場。
たまステっちの両親。彼に無理やり結婚を勧めていた。
体は2段重ねになっていて、上下入れ替えることもできる。
語尾に「～ポン」と付ける。
ダスっち三姉妹
声 - 不明
「ドッキリ! たまステっちのお見合い大作戦」で登場。
たまステっちの姉で、こちらも体が重なった状態になっている。
語尾に「～ダス」と付ける。
デパガっち
声 - 植竹香菜
- 一人称：「あたし」

デパートに勤めている。受付嬢、エレベーターガール、案内係もこなす。
うらないっち
声 - 藤村知可
- 一人称：「わたし」

「いいかも〜! うらないっちの占い」で登場。
どんな事でも当ててしまう天才占い師。
語尾に「かも」とつける。
べるっち
声 - 不明
「おさわがせ! TAMAラッキーくじ」で登場。
ベルの形をしていて、語尾に「〜ベル」とつける。
どーなっち
声 - 金野潤
たまデパのドーナツ店を営んでいる。語尾に「〜だなっち」とつけて話す。
ママコッペっち
声 - 不明
ぺろっちの母親で、たまストリートでパン屋を経営している。
語尾に「パン」とつける。
駅長っち（えきちょうっち）
声 - 鈴木琢磨
「ハッピーバースディ! まめっち」で登場。
たまストリート駅に勤める駅長。
語尾に「でん」とつける。

#### たまごっち星王室
ごっち大王（ごっちだいおう）
声 - 大竹宏→古島清孝
- 性別：♂
- 誕生日：11月5日
- 一人称：「わし」

たまごっち星の王様。赤い王冠とジャケットを羽織っている。
ダジャレが好きだが、メロディっちときずなっち、たまここ姫以外にはうけない寒いものである。メロディっちが初めて彼のダジャレで笑った。
笑うと体にヒビが入ってしまうらしい。そのため、自分のダジャレに笑って体にヒビを入れることも。体が割れるとどうなるかは不明。
過去の王様も現在の王様にそっくりだが、王冠やジャケットの色が緑になっている。彼もダジャレを言うのが好きである。
たまこ姫（たまこひめ）
声 - 川瀬晶子→佐々木日菜子
- 性別：♀
- 誕生日：3月21日
- 一人称：「わたくし」

ごっち大王の愛娘。心優しくて料理も得意。
初代のたまこ姫は髪が紅色でドレスが緑。
タネ飛ばしが上手い。
たまご王女
声 - 植竹香菜
- 性別：♀

たまごっち星の王女。
たまここ姫（たまここひめ）
声 - 儀武ゆう子
- 性別：♀
- 一人称：「わたくち」

たまこ姫の妹。
家来
声 - 金野潤、古島清孝、早志勇紀
ごっち大王の家来。頭の色がそれぞれ異なっている。

#### たまごっちタウン住民
だいくっち
声 - 小西克幸
- 一人称：「おいら」

わくわく大レースの特大鉛筆立て競争で、はしご乗りを披露した。
とんかっち
声 - 金野潤
だいくっちの弟子で、だいくっちを「親方」と呼んでいる。
ねくたいっち
声 - 古島清孝
いつも青いネクタイをつけている。
噂好きの安全おばっちによると、同じネクタイを100枚以上持っており、毎日付け替えているらしい。
「ワイワイユーホッケー」400戦無敗の記録を持つ。
語尾に「〜たい」とつけて話す。
まめはかせっち
声 - 古島清孝
ぱぱまめっちの所属する『まめまめ研究所』の所長。体が非常に小さい。
『まめまめクラブ』副会長。
バス停っち（バスていっち）
声 - 日野未歩
まめバス
まめシティを走るバス。橋から落下しそうになったところを、GOTCHIMANに助けられたこともある。
めいどっち
声 - 不明
レストランで働いている。
クールダンディ
「クール! くろまめっちの旅」で登場。
WARUCAFEマスターの話によると、「彼はやること全てクールで、男は憧れて女は見とれて、泣く子も黙る」とのこと。
終盤でシルエットのみ登場するが、その姿はミミズ校長に似ている。
たまひこ王子（たまひこおうじ）
声 - 早志勇紀→金野潤
- 一人称：「わたし」

遠い国からお嫁探しにやってきたらしい王子様。
たまこ姫に一目惚れするも、未だに恋は叶わずにいる。
シェイカーっち
声 - 神代知衣
- 一人称：「わたし」

たまごっち星を旅する、さすらいの料理人。
世界中を旅しており、会話にフランス語やドイツ語を交えて話す。
エプロンから巨大なシェイカーや果物を出すことも可能。
グリルっち先生とシェフいちろっちの師匠。
あつあつっちの姉
声 - 日野未歩
「解決! ラブリン & テルリン最初の事件」で登場。
文字通りあつあつっちの姉。ラブリンのぬいぐるみを持っている。
野良っちっち
声 - 金野潤
「解決! ラブリン & テルリン最初の事件」で登場。
あつあつっちが拾ってきた野良犬。のちに彼の家で飼えることになった。
くらしっくっち
声 - 鈴木琢磨
天才音楽家のたまごっちで、セレブリアで音楽教室を開いている。
メロディっちの師匠で、彼女にレッスンを教えている。
エブリーラブリーの作詞や作曲を務めたのも彼である。

しんしっち
声 - 加瀬康之
- 一人称：「わたくし」

紳士的なたまごっち。
幅広い知識を身につけている勉強家で、たまペットのはらっぱらっちのリラックスタイムも大切にしている。
「TAMATAMA MUSEUM」のアドバイザー。
しゅりけんっち
声 - 不明
しぐれひめっちを護衛している。
はらっぱらっち
声 - 不明
しんしっちのたまペット。テルリンと仲良くなった。
ぷちベリっち
声 - 岡本ナミ
ぺろっちのたまペット。ベリベリ高原で取れるベリーの実が大好物。
ふわふわ飛びながらたまベリーの木を発見すると、頭のぐるぐるが反応する。
ペイントっち
声 - 不明
「たまもり!アート対決」で登場。
絵を描くことを得意としている。

#### ぱっちの森（ぱっちのもり）
もりかみっち
声 - 不明
ぱっちの森に住んでいる。
くろまめっちが、クールを探す旅の途中にて登場。
まめっち、めめっち、くちぱっち、ラブリっちも、もりかみっちの姿を目撃している。
「タイムスリップ! ジャングルたまごっち星」でも過去のたまごっち星で登場するが、同一人物かは不明。
りすっち
声 - 日野未歩
「秋よこいこい! あきつげっち」で登場。
たまお山に住むたまごっち。
秋が来るころなのにあきつげっちが来なかったので、しばらく木の実が食べられなかった。
ぐりぐりっち
声 - 川瀬晶子
ぱっちの森で暮らしている。小さい弟や妹達と一緒にダンスをするのが大好き。
たまドングリの実にそっくりなため、一度ぐまっちとくちぱっちが間違えたことがある。語尾は「～ころ」。
ぐりぐりっちの弟
声 - 佐々木日菜子、日野未歩
あきつげっち
声 - 金野潤
『秋よこいこい! あきつげっち』で登場。
たまお山に秋を告げに来るこうのとり。
緑の木々を紅葉に変えることができる。

#### チャレンジタウン
インフォメっち
声 - 植竹香菜
「なりきりチャレンジ! 王子様とテニス」で登場。
チャレンジ券を配布している。
もえラケっち
声 - 風間勇刀
- 一人称：「ぼく」

「なりきりチャレンジ! 王子様とテニス」で登場。テニス教室の先生。
髪の毛が炎のようになっている。
おせんすっち
声 - 早水リサ
- 一人称：「わたくし」

「なりきりチャレンジ! 茶道! グレイト!」で登場。たしなみ教室の先生。
頭に花を刺している。喜ばせると花の本数が増える。
すいーすいっち
声 - 能登麻美子
- 一人称：「わたくし」

「なりきりチャレンジ! たまカーリング」で登場。たまカーリングの先生。
雪だるまの体型をしている。

### TAMAX-TV（たまっくすティーブィ）

#### 関係者
まねーねっち
声 - 加藤奈々絵
ラブリンのマネージャー。たまごっちスクールに転校する前のラブリっちにとっては親友でもある。
非常に甲高い声で話す。
キャラのモデルは携帯電話。このためか、圏外（南の島やのーすのーすぽいんと）へは行けないらしい。
「ラブリっちの母の日」での母の日についての会話において、「私は、今までどおり花束にしたわ」と発言したことから、母親もいるらしい。
ラブリっちがデビューした当時から一緒にいる。
ラブリンカー
ラブリっち専用の自動車だが、彼女がたまともに加わってからは、まめっち達も乗るようになった。
フロントガラスはハート型で、ヘッドライトはラブリっちの目と同様にフラッシュ型になっている。
進行方向左側にイベント用ステージ、右側にラブリンの控え室と乗降口が設置されている。
運転席もドライバーもなく、ラブリンやまねーねっちの指示により動く。
第1話 - 第25話エンディングではフロント部分が顔のように動いている。
TV本編では第45話と第69話と第87話で動いている。
たまPっち（たまぴーっち）
声 - 川島得愛
一人称：「オレ」
TAMAX-TVのプロデューサーおよび演出家。
演出家としては厳しい一方、ラブリンに対しては甘くなり彼女のことを「ちゃん」付けで呼ぶ。
サングラスを取ると可愛い目をしている。
ADっち
声 - 金野潤
TAMAX-TVのアシスタントディレクター。
たまPっちの無理な注文にも根気強く答えて、あまり表情を変えずに頑張る番組制作スタッフ。
語尾に「〜ッス」とつけて話す。
ラブリンの「お疲れ様です！」の一言が明日への活力。
スタイリっち
声 - 儀武ゆう子
衣装や化粧でラブリンの役作りを行うスタイリスト。
カメラっち
声 - 川瀬晶子
スタジオ撮影やロケをアクティブにこなすカメラマン。
頭上に載っているセンパイかめっちのディレクションに助けられながら、カメラワークに磨きをかけている。
黒の♂とピンク色の♀タイプが存在する。
センパイかめっち
声 - 古島清孝
カメラっちの頭上に載っている。語尾に「〜カメ」とつけて話す。
背中にカメラを載せて撮影を行うこともある。
しょうめいっち
ロケ地に照明を照らすことが仕事。
おんせいっち
音声を収録する。頭のマイクは伸びるとちょんまげのようになる。
かきわりっち
声 - 不明
TAMAX-TVの美術セットを務めて数十年のベテラン（木の役が多い）。
収録後、若手タレントを励ましたり助言を送ったりもする、信頼性の高い人物。
語尾に「〜だよね」とつけて話す。
頭の葉っぱは気分によって塗り替えている。
クルー
声 - 早志勇紀
番組のロケ地で、セッティング等の作業を行う作業員。
ライターっち
声 - 古島清孝
「夢の共演? GOTCHIMANvsあんパン刑事」で登場。
マネージャー
声 - 佐藤健輔
「ラブリンショック! まねーねっちの心変わり?」で登場。マドンナっちのマネージャー。

#### タレント
GOTCHIMAN（ゴッチマン）
声 - 小西克幸
- 性別：♂
- 一人称：「わたし」

ドーナツ公園での収録にて、まめっちと対面するシーンも見られた。望んでもいないのにサインをするなど、割と強引である。
自ら新企画を持ち込むことがある。
外出する際、赤いマスクの上に青いマスクを被る。
「たまごっちグランプリ」で優勝したことがあるらしい。
第7話では、彼の衣装を着たまきこが登場した。
ブラックハット
声 - 加瀬康之
- 性別：♂

GOTCHIMANの宿敵。頭のシルクハットは様々な物に変形することができる。
第7話では、彼になりきったふらわっちの姿も見られた。
GOTCHIMANの宿敵はこの他にも、ジゴクミミンガー、ガイコツーン、ハデスキーナ等もいるが、現在のところふらわっちのなりきり衣装での登場に留まっている。
ヒーローっち
声 - 三瓶由布子
- 性別：♂
- 誕生日：4月11日

GOTCHIMANで助手役を務めている子役俳優。
裏では、いつか自分が主役になるため様々なイタズラを決行しているが、墓穴を掘るなど失敗に終わる。
マドンナっちと一緒になり、『ちびたまギャング』を名乗る少年。
マドンナっち
声 - 釘宮理恵
- 性別：♀
- 誕生日：6月12日
- 一人称：「わたし」

TAMAX-TV所属の子役タレント。
GOTCHIMANで競演するラブリンを尊敬しているように思わせ、実はライバル視し、彼女から人気の座を奪おうと企んでいる少女。
ヒーローっちと共に様々なイタズラを決行するが、自身がその罠にはまり失敗することが多い。
イケメンっち
声 - 早志勇紀
- 性別：♂
- 一人称：「ぼく」

たまごっち星で大人気の二枚目俳優で、女性にもモテモテ。
第3話での『ラブリンと一緒』によると、レースクイーンっちと交際中。もう結婚していて、子供どころか孫もいるとかいないとのこと。
怪盗パピヨンのドラマやオーディションのCMにも出演している。
『ラブリンと一緒』第1回のゲストでもある。
レースクイーンっち
声 - 川瀬晶子
- 性別：♀
- 誕生日：9月1日

第3話におけるまめっちのナレーションによると、「イケメンっちと交際している」とのこと。
ぱぱらっちをはじめ男性にもモテモテで、ドラマ、映画、番組対抗クイズバトル、たまごっちグランプリなど、様々な番組で大活躍。
こんびにーず
声 - 小西克幸（ぼけっち）&古島清孝（ぼさっち）
- 性別：♂

TAMAX-TVの漫才コンビ。コンビニでバイトをしている。
しかいっち
声 - 加瀬康之
- 性別：♂

TAMAX-TVの司会者。
TAMA6（タマシックス）
「ワンツーワンツー! レッツダンチュ」でのみ登場。
ラブリンが結成したダンスユニット。テレビ番組でダンスを披露した。
レポっち
声 - 皆藤愛子→松久保いほ
- 性別：♀

第3話で姿が登場し、第38話でのニュース番組に出演していた。また、第3話ではガイドっちの姿も確認できる。
第140話では、のーすのーすぽいんとでタマゴ化現象の取材で登場した。
コワモテっち
声 - 小西克幸
- 性別：♂

一見恐いが、着ぐるみの中には優しげな顔が隠れている。
スペイシーブラザーズにメロンパンを渡した。
じだいげきっち
声 - 川島得愛
- 性別：♂

時代劇に出演する。ごっちが斬る!にも登場し、メロディっちの演奏に注目していた。
ギラギラっち
声 - 高倉有加
- 性別：♀
- 誕生日：2月9日
- 一人称：「わたし」

ギラギラたまもり天国のレギュラー。
共演するもりりっちをライバル視しているが、実力を認めることもある。
相手に厳しいところもあり、舞台裏でADっちに対して辛辣な言葉を浴びせていた。
たまペットのルビーっちを飼っていて、周りには厳しいが、ルビーっちに対しては本人曰く「本当の自分に」なれ、ルビーっちがいなくなった時は悲しんでいた。
ルビーっち
声 - 儀武ゆう子
- 性別：♀

ギラギラっちのたまペット。本名はルー・ビクトリア・フランソワ。
積極的で活発な性格。
マイスターっち
声 - 中西英樹
- 性別：♂
- 誕生日：9月14日
- 一人称：「ぼく」

ギラギラたまもり天国のレギュラー。
帽子の中にはたまもりグッズがぎっしり詰まっていて、応援してくれるファンたちにプレゼントしてくれる。
ドン・パラっち
声 - 小西克幸
- 性別：♂
- 一人称：「ぼく」

姿だけでなく性格まで変身するという「へんしんじょ」の店長。「たまもり天国」でも審査員を務めるが、自分のたまもりセンスは超独特。
MCぱぺっち
声 - 早志勇紀
- 性別：♂

「キラキラ!たまもり天国」のMC。両手に鳥の姿をした手袋をしている。

### 島・海外

#### メロディランド
第1期と第2期、および第4期に登場するたまごっちについて記述する。
メロパパっち
声 - 梅津秀行
- 性別：♂

メロディっちの父親。
職業はメロディランドの宮廷音楽家
身長が低く、スピーカーのような乗り物に乗っていないとメロママっちが気づかないことがある。
メロママっち
声 - 國府田マリ子
- 性別：♀

メロディっちの母親。職業は歌手
家族の中で一番背が高い。
メロディっちは英語交じりで話すのに対し、両親は標準語で話す。
メロディランド女王
声 - かかずゆみ
- 性別：♀
- 一人称：「わたし」

メロディランドの女王。
メロディっちにメロディバイオリンを託した人物。
女の子（バイオリンの女の子）
声 - 玉木佑和
- 性別：♀
- 一人称：「わたし」

メロディバイオリンが擬人化して生まれた女の子。
自分が相手にされなくなっていると思い、メロディバイオリンの音が出せなくなっていたが、メロディっちにそのことを否定されたことで、自信を持つことができた。
園長先生
声 - 日野未歩
- 性別 : ♀

メロディランドにある保育園の先生。
フォルテっち
声 - 儀武ゆう子
- 一人称：「ぼく」

まめっち達が2回目のメロディランド訪問の際に出会った男の子。
友達に「歌がヘタ」と言われたことがきっかけで歌うことを嫌っていたが、まめっちの、音痴を直そうと努力している姿を見て、歌うことが大好きになった。
たいこっち
声 - 川瀬晶子
- 性別 : ♀
- 一人称：「あたい」

ピアニっちのたまとも。
語尾に「だドン」とつける少女。
ヴィオラっち
声 - 真堂圭
- 性別 : ♀

「うちは刻むよ! 魂のビート」で登場。
チェロっち
声 - ゆりん
- 性別 : ♀

「うちは刻むよ! 魂のビート」で登場。
フーコっち
声 - 中上育実
- 一人称：「あたし」

フルートが上手な兄がいて、彼がオーケストラで緊張せずに吹けるようにと「七色クローバー」という、見つけると願いが叶う虹色に光る四つ葉のクローバーを探していた少女。

#### ピチピチ島（ピチピチじま）
第36話で登場する島。
しゃりっち
声 - 古島清孝
ピチピチ島の寿司屋の店主。
バイトをしようとピチピチ島へやってきたスペイシーブラザーズを店に雇った。
らてっち
声 - 植竹香菜
ピチピチ島のカフェの店主。
つぼまっち
声 - 不明
ピチピチ島の足ツボマッサージ店の店主。
語尾に「～マママ」とつけて話す。
ころもっち
声 - 不明
天ぷら店を経営するたまごっち。顔が赤く、横にエビフライがついている。
おととっち
声 - 早志勇紀
漁をやっている、魚のような頭をしたたまごっち。
ペジっち
畑で野菜を育てるたまごっち。
ぱてぃっち
声 - 不明
野菜スイーツ店を営んでいる。
くちぱっちがやたら大量のスイーツを口にしたことに困っていた。

#### とこなつ島（とこなつとう）
「ナツ! とこなつ島だなっつ!」および「とこなつ島! 出張たまもりなっつ」で登場する、スイカの形をした島。スイカが特産品。
とこなっち
声 - 津田美波
- 一人称：「あたい」

タネタメハ大王の娘。
都会っ子（特にたまごっちタウン住民）をバカにしている一方、ラブリンの大ファンでもある。
種飛ばしが苦手。
第90話で再び登場。前回に比べ性格が丸くなっている。また、ファンであるラブリンにも会えて喜んでいた。
たまもりに自信がなかったが、もりりっちの助言で自信が持てた。
語尾に「だなっつ」とつける。
タネタメハ大王（タネタメハだいおう）
声 - 加瀬康之
とこなつ島の王様。
ごっち大王と同様、ダジャレを言うのが好き。語尾に「であーる」とつける。

#### とこふゆ島（とこふゆとう）
「ドガガーン! とこふゆ島で雪玉合戦!」で登場する島。「笑って笑って またごっつん!（後編）」では回想シーンで登場。
ツララ女王（ツララじょおう）
声 - 生天目仁美
- 一人称：「わらわ」

とこふゆ島の女王。
しもや※ケン
声 - 渡辺明乃
とこふゆ島の王子。語尾に「～ケン」と付ける。
最初、まめっち達に好意を持っておらず、「別にお前たちには来てもらわなくてもよかった」と無愛想な発言をしていたが、雪玉当て大会をしていくうちに仲良くなった。

#### ハー島（ハーとう）
「ナゾだらけ!? ハー島とハートかみっち」から「きずなのちから」まで、および「笑って笑って またごっつん!（後編）」で登場する、ハートの形をした島。
きずなっち
声 - 伊瀬茉莉也
- 性別：♀
- 誕生日：4月27日

たまハートの神様。ハートかみっちの使いであり、後にタマゴ化現象回避に導く。
たまサバクからたまごっちタウンへの帰りにたまプロフィの中で発見され、その時は眠りについた状態だったが、ラブリーメロディの音楽で目覚め、たまハートの集め方について説明した。その後、第109話では神秘のプレートの力でたまプロフィと外の世界を行き来できるようになり、それ以降他のたまごっち同様に行動を共にしている。
第113話からは高学年クラスに所属された。
進化前の外観は、腹部にハートが描かれており背中には羽があり他のたまごっちと比べて体が小さいが、進化後の外観は体は大きく、ラブリっち同様にワンピースを着用しており、頭にはハートを模した大きな突起がある（「音をなくしたメロディバイオリン」の一部シーンにはない）。
第143話では、たまごっち星のタマゴ化を阻止するため、タマゴ化の進行を食い止めようとするが、力尽きて落下する。その直後、まめっち達のたまハートの力により進化し、その後無数のたまハートと神秘のプレートによりタマゴ化したたまごっちは全て元の姿に戻った。最終的にはきずなっちはハートかみっちと共にたまハート見守る事を宣言しハー島に残ることになった。
本人曰く「絵には自信がある」。
語尾に「～なのじゃ」とつけて話す。
ハートかみっち
声 - チョー
一人称：「わし」
ハー島で暮らすたまハートの神様。
ドーナツを独り占めするなど、大人気ない部分がある。
どんな場所でもすぐ眠ることができる。
でんしょハートっち
声 - 小西克幸
ハートかみっちの使い。郵便物を運んだり、ハートかみっちの代わりにドーナツを買ってくる。
水面を歩くことができる。

### 惑星・その他

#### 惑星
たまごっち星（たまごっちせい）
声 - 古島清孝
まめっち等、たくさんのたまごっちが暮らしている惑星。常にヨダレを垂らしている。
「びっくりスタート! 新TAMAX-TV」と「衝撃!キングスペイシー君臨」（スペイシーっちの妄想内）でのみ喋っている。
つきっち
声 - 不明
たまごっち星の夜空に浮かんでいる。「ままーめままめ! マーメの日」でのみ喋っている。
たいようっち
声 - 小西克幸
ぱっちの森にある温泉で、ミミズ校長と雑談をしたりしている。

### ゲスト
サンタクロっち
声 - 石原凡
- 一人称：「わし」

クリスマス・イヴの夜にプレゼントを配るのが彼の役目。
アカハナっち
声 - 日野未歩
- 一人称：「ぼく」

方向音痴で、サンタクロっちを見失うことも多い。
なぞっち
郵便配達が仕事。
たま桜（たまざくら）
「ポポン! 笑いで花を咲かせましょう」で登場。
たま高原に咲く花。人の笑いを聞くと咲くらしい。
虫歯きん（むしばきん）
声 - 早志勇紀
「まさか! 虫歯きんでむしばっち?」で登場。
まめっちの口の中で歯を改造して生活していた虫歯のばい菌。
まめっちが歯の治療をした後、くちぱっちの口の中にも別の虫歯きんが現れた。
ウィンディっち
声 - 佐々木日菜子
- 一人称：「あたし」

風の強い日、迷子になって公園の滑り台で泣いているところを、ちゃまめっちとハピハピっちに助けられた風の妖精。
こがらしっち
声 - 古島清孝
- 一人称：「おれ」

ウィンディっちの兄。ものすごく早い速度で走れるので、妹とはぐれてしまうことも。
兄妹そろって、風を起こすことができる。
すきまかぜっち・どろどろっち
ぱっちの森に暮らす妖精。
ぱっち族の長老
声 - 小西克幸
まめまめっち
声 - 斎藤千和
古代のたまごっち星に住む少年。
まめっちと同じく発明好きで、ビーム発射装置を作った。
自分が改良したマーメの実で、古代たまごっち星が木々に覆われそうになったこともある。
「スーパーヒロイン! テルリン誕生」で、初代ごっち大王から「まめまめ研究所」を譲り受ける。
第141話では回想シーンとして登場した。
フォワードっち
声 - 野島裕史
「オーレ! たまワールドカップ」で登場。
たまワールドカップに出場している有名なサッカー選手。
たまごっちタウン出身で、たまごっちスクールの生徒たちとサッカーの試合をした。
試合後、くろまめっちをサッカーの上手な少年だと認めた。
「激闘!ワールドたまカップ（前編・後編）」でも登場し、ドリたまイレブン優勝の名誉を讃えた。
コーンスターっち
声 - 早志勇紀
- 一人称：「おれちゃま」

「あっちも! こっちも! ままめっち」で登場。
まめっち達の夢の中に出てきた、たまごっち星を侵略しに『マザーコーン星』から来た巨大トウモロコシ型UFO。
たまごっち星の住人（まめっち、ちゃまめっち、ハピハピっち以外）を全員ままめっちに変えてしまった。
中盤で巨大化したままめっちにかじられたうえに投げ飛ばされ、「オーマイマザー」と叫びながら宇宙の彼方へ消えていった。
前述の通り、まめっち達の夢の中でのみの登場のため、現実世界に実在するかは不明。
キャプテン号っち（キャプテンごうっち）
声 - 中村秀利
- 一人称：「おれ」

昔、ぱぱまめっちと共に旅をしていた生きた船。
現在も旅を続けているようである。
らるらるっち
声 - 植竹香菜
テルリンが迷い込んだところに住む小さなたまごっち。テルリンと仲良くなった。
第38話および「笑って笑って またごっつん!（後編）」で登場。
ちびらるらるっち
声 - 津田美波
らるらるっちの仲間で、テルリンと一緒にトンネルを作った。
たいふうっち
声 - 金野潤
「ゴー! たいふうっちVS秘密基地」で登場。
巨大な体で台風を起こす。
悪意はないようで、街を通っている間は市民に謝りながら通り過ぎている。
ぐまっち
声 - 三宅健太
- 一人称：「おれ」

ぱっちの森に暮らすたまごっち。
見た目は凶暴に見えるが、実際は誰に対しても優しく接する。
がんこっち
声 - 宝亀克寿
「ゴロゴロ! カミナリ! がんこっち」で登場。
ラブパパリっちの友人。
怒りっぽく、遊びに来たまめっち達に半強制的に畑仕事をやらせた。また彼らが、野菜や果物にとって最適ではない行為（彼らはそのことを知らなかった）をするとカミナリを落とす為、めめっちからは「カミナリ親父」と呼ばれていた。
だが一仕事を終えたあとや怒られた本人が謝罪するとカミナリを落とさないなど、素直な部分もある。
とまとおかっち
声 - 城雅子
「ゴロゴロ! カミナリ! がんこっち」で登場。
がんこっちの妻。
がんこっちは怒りやすいのに対し彼女は非常に優しく、まめっち達のことを我が子のように愛情を注いでいる。
がんこっちに怒られ落ち込んでいたラブリっちも、彼女の優しさにより元の明るさをとり戻した。
はなびっち
声 - 稲田徹
- 一人称：「おれ」

ぱぱまめっちのたまとも。
すみたま川付近で花火屋を営んでいて、まめっちやぱぱまめっちが協力し、故障していた花火打ち上げマシーンを修理してくれたことにより、直後の花火コンテストで満点を取り1位になった。
へびっち
声 - 金野潤
「夜空にドッカーン! はなびっち」で登場。
花火職人で、はなびっちのライバル。
語尾に「～にょろ」と付ける。
ねずみっち
声 - 小西克幸
「夜空にドッカーン! はなびっち」で登場。
語尾に「ちゅ」とつける。
おばちゃんっち / おばさまっち / おばはんっち
声 - くじら / 渡辺明乃 / 進藤尚美
「レッツエンジョイ! たまカフェ」で登場。
休業中のたまカフェにやって来た。
料理に失敗したメロディっちをサポートしたり、自らの手でたまカフェを開いて料理体験をさせたりするなど、相手に親しい。
灯台もりっち（とうだいもりっち）
声 - 緒方賢一
- 一人称：「わし」

自分の灯台の面倒を見続けるために長い間灯台にいたが、台風の時灯台が飛ばされるところで押さえ続けたが、まめっちが援護する為にラブリンカーで押さえた。その後トレーラーで灯台ごと街の方面に引っ越した。
あげっち
声 - 伊藤静
- 一人称：「あたし」

大人な雰囲気がたっぷりなお姉さんたまごっち。
あねもりりっちと仲が良く、一緒にワールカフェに通っている。
「あげ？」が口癖。スペイシーっちが告白をしようとするが、スペイシーっちを応援するために行ったアカスペっちとピポスペっちの演奏に妨げられ、告白にはならなかった。また既にお気に入りの相手がいて、それがスペイシーっちの失恋となった。
フィルムっち
声 - 辻親八
- 一人称：「わし」

「パシャリン! カンゲキ! 里帰り」で登場。
アンティークタウンでカメラ屋を営んでいる。パシャリンの生みの親。
ゆきぱっち
声 - 三石琴乃
- 性別：♀
- 一人称：「わたし」

くちぱっちが作った雪だるまに命が吹き込まれて生まれた女の子。
溶けて消滅する前に光となってのーすのーすぽいんとへ帰っていった。
第109話ではたまごっちタウンに帰ってきた。
ぴちぴっち
声 - 川瀬晶子
- 一人称：「わたち」

足が尾ひれのようになっていて泳ぎが得意なたまごっち。普段海の中で暮らしている。
1日限りの営業の予定だった海の家を借りて働いている。
語尾は「～ぴち」。
ぴちぱぱっち
声 - 金光宣明
- 一人称：「わたし」

ぴちぴっちの父親。
おばあさん
声 - 不明
- 一人称：「わたし」

「探しものはなんですか?」で登場。名前不明。
長い間、女学生のとき恋した詩人の出版した本を探していた。
たまサンド族長老
声 - 小西克幸
- 一人称：「わたし」

たまサンド族が暮らしている村の村長。
たまサンド族
声 - 早志勇紀
こだっち
声 - 不明
- 一人称：「ぼく」

「怖がりききっち大特訓!」で登場。正式表記は不明。
ぱっちの森にいた幽霊で、いたずら好き。
べんてんっち
声 - 川瀬晶子
- 一人称：「あっし」

「伝説のラブラブパワースポット」で登場する女の子。
男勝りな部分があり、時々声を荒らげることがあるが、根は優しい。幼なじみの「ぼんてんっち（正式表記は不明）」に好意を抱いている。
万年筆っち（まんねんひつっち）
声 - 麦人
- 一人称：「わたし」

「ドタバタ収録! あんパン刑事」で登場。
数々の大ヒットドラマを生み出したベテラン脚本家。たまPっちも新人時代に世話になったという。
万年筆っちの孫
声 - 不明
「ドタバタ収録! あんパン刑事」で登場。名前不明。万年筆っちと共に「あんパン刑事」の収録を見に来た。
はるかぜっち
声 - ゆりん
- 一人称：「わたし」

かぜかぜ村に暮らしている。
みどてっち
声 - 美名
- 一人称：「おいら」

はなはな村に暮らしている。
はなはな村の村長
声 - 小西克幸
- 一人称：「わし」

「最後のたまミズキ」で登場。
かぜかぜ村の村長
声 - 加瀬康之
「最後のたまミズキ」で登場。
はるかぜっちのパパ
声 - 早志勇気
みどてっちのパパ
声 - 川島得愛
はるかぜっちのママ
声 - 佐々木日菜子
みどてっちのママ
声 - 川瀬晶子
はるかぜっちの兄
声 - 金野潤
みどてっちの兄
声 - 古島清孝
あんちっち
声 - 小桜エツコ
- 一人称：「ぼく」

「スケボーききっち猛特訓!」で登場する3人組のリーダーで、敬語で話す。
セレブリアの西側にある公園をかけ、ききっちとスケボー勝負をする。
ぽんちっち
声 - 勝杏里
- 一人称：「オレ」

「スケボーききっち猛特訓!」で登場する3人組の1人。ラップ調で話す。
たんちっち
声 - 奈良徹
- 一人称：「オレ」

「スケボーききっち猛特訓!」で登場する3人組の1人。
ろくろっち
声 - 長克巳
- 一人称：「わし」

「つくってみせらぁ! ぐるぐるハニワ大作戦」で登場する陶芸家。最初ロクロクロっちとは仲が悪かったが、まめっちたちと関わるうちに関係は良好になった。
ロクロクロっち
声 - 高垣彩陽
- 一人称：「おれ」

「つくってみせらぁ! ぐるぐるハニワ大作戦」で登場。ろくろっちの孫で、同じく陶芸家。
ふわもこっち
声 - 植竹香菜
「マーマー! 迷子のふわもこっち」で登場。
体がふわふわしている赤ん坊のたまごっち。後に成長し「なつつげっち（正式表記は不明）」になった。
いしぱっち
声 - 田野めぐみ
- 一人称：「おれ」

「ビックリ! そっくり? くちぱっちといしぱっち」で登場。見た目は石像だが、意思疎通ができる。
過去に生き別れになった弟がいて、彼を探している中、くちぱっち達に出会う。その後彼らにも弟探しを手伝ってもらい、「TAMATAMA MUSEUM」という博物館で念願の再会を果たした。その後神秘のプレートとなり、しばらく「TAMATAMA MUSEUM」に展示された。
いしぱっち弟
声 - 佐々木日菜子
- 一人称：「ぼく」

「ビックリ! そっくり? くちぱっちといしぱっち」で登場。いしぱっちの双子の弟。
兄と再会した後、共に神秘のプレートとなる。
サンタグリーンっち
声 - 宮澤正
- 一人称：「おれ」

サングラスをかけていて、ちょいワルなところがある。
ラブリっちから一度「みどりサンタクロっち」と呼ばれている。
ミドハナっち
声 - 橘U子
サンタグリーンっちのパートナー。
アカハナっちとは異なり、道には詳しい模様。
あどべんっち
声 - 間宮康弘
- 一人称：「わし（回想のみ「おれ」）」

「ピンチ! ごっち大王ゆであがる!?」で登場。ごっち大王の親友。長い間、ごっち大王の城の地下にある洞窟でさまよっていた。
語尾に「ベンチャ」とつける。
侍医っち
声 - 小松史法
「ピンチ! ごっち大王ゆであがる!?」で登場。ごっち大王の診察をする。
すふぃんくいずっち
声 - 星野貴紀
- 一人称：「わたし」

「ピンチ! ごっち大王ゆであがる!?」で登場。スフィンクスのような形をしたたまごっち。まめっち達にクイズを出した。
らいめいっち
声 - 野島裕史
- 一人称：「おれ」

「決めろ! 黄金のたまともシュート!」で登場。ロボットサッカートーナメントの優勝経験がある。
さんだーっち
声 - 寺崎裕香
「決めろ! 黄金のたまともシュート!」で登場。
ごわすっち
声 - 稲田徹
「決めろ! 黄金のたまともシュート!」で登場。
語尾に「ごわす」とつける。
にじふわっち
声 - 大久保瑠美
「映画たまごっち ヒミツのおとどけ大作戦！」で登場。

### ジ・アース（地球）
ともみ
声 - 竹達彩奈
- 趣味：料理と手品
- 一人称：「わたし」

第96話から第112話まで登場した人間の少女。
大きな茶色い瞳でポニーテールをピンクのリボンで結んでいる。
服装は、黒い長袖で大きなリボンと星がついた白いTシャツと、青い短パンで茶色くて長いブーツを履いている。
幼馴染の「ゆか（声 - 不明）」と学校に残ってプロフ帳に書いていた際、ゆかがプロフ帳の『一番の親友』の欄に他の友達の名前を書いたため、ゆかとは親友だと思っていたともみはショックを受けて学校を飛び出す。その途中でゆかと電話で話している最中、まめっちの発明したプロフマシンと携帯電話の電波が繋がってしまい、ジ・アースからたまごっち星へワープしてしまう。その後周りのたまごっち達はジ・アースに帰らせてあげたいと意気込んでいたが、上記の理由でゆかと顔向け出来ずジ・アースには帰りたいと思えなかったが、まめっちたちにはこの事を言い出せずにいた。
ジ・アースの時間はともみがワープした後は午後3時25分で止まっている状態であった。
第111話でTAMAX-TVの社屋から強力な電波が送信されたことでジ・アースの時間が動き出したために帰らざるを得ない状況になった。
第112話においてともみは周りのたまごっち達に全てを話し、それを聞いたまめっちたちはともみを慰め、彼女をジ・アースに転送させる方法を思いつく。その準備が整うと、転送させるために必要だった携帯電話で彼女はゆかと話し、その中でともみは「ゆかとはずっと親友だよね」と聞き、ゆかはそれに「ともみとは親友じゃなくて大親友だよ」と答えた。ゆかの言葉を聞いたともみは、見送りに来たまめっちたちに、ゆかが大親友と言ってくれたことを伝えつつ、ゆかとの仲直りを応援してくれたことや自分と仲良くしてくれたことを感謝しながら地球へ帰っていった。
まめっちは「ともみさん」、めめっち・くちぱっちは「ともちゃん」、ラブリっちは「ともみ」、メロディっちは「とも」、もりりっちは「ともっぺ」、テルリン・パシャリンは「ともリン」と呼んでいた。
父親の影響で手品を趣味としており、何度かたまごっちタウン市民に披露したこともある。
136話ではあるシーンで登場(声はなし、幼年期や老年期の姿も登場している。)
ゆきねとすずね
ジ・アース（地球）で暮らしている人間の姉妹。
GO-GO たまごっち!（第4期）の第36話・第37話で登場。
ゆきね
声 - 茅野愛衣
- 一人称：「わたし」

すずねの姉。『GO-GO たまごっち!（第4期）』の後期OPに登場。
すずね
声 - 上田麗奈
ゆきねの妹。

## ドリームタウン
第2期・第3期の舞台。

### ドリームスクール
第2期・第3期で、まめっちたちが留学している学校。
ドリームスクール
声 - 日野未歩
- 性別：♀

ドリームスクールの校舎。夢を持つたまごっちが通っている。

#### ドリームスクール生徒
ほしガールっち
声 - 岡村明美
- 性別：♀
- 一人称：「あたし」
- 所属学科：ロボット科

うわさっち同様噂好きな少女。
ふりふりっち
声 - 斎藤千和
- 性別：♀
- 一人称：「わたくし」
- 所属学科：芸能科

芸能科クラスの中でもひときわ目立つ存在。ゆめみっち同様お金持ち。自分が中心でないと気が済まない性格の女の子。ジュリエっちと仲が良い。レースやフリルが好き。
からくっち
声 - 真堂圭
- 性別：♂
- 一人称：「オレ」
- 所属学科：料理科
- 所属部活動：料理部

あまくっちの双子の兄で、彼女を溺愛している。
あまくっち
声 - 佐々木日菜子
- 性別：♀
- 一人称：「わたし」
- 所属学科：料理科
- 所属部活動：料理部

からくっちの双子の妹。からくっちに手を焼いている。
どやっち
声 - 古島清孝
- 性別：♂
- 一人称：「ワイ」
- 所属学科：美容科

いつもどや顔をしている。でばっち同様関西弁で話す。将来の夢は、カリスマ美容師。
ごっちもっち
声 - 金野潤
- 一人称：「ぼく」
- 性別：♂
- 所属学科：トリマー科

様々なたまペットと仲がいい少年。
森並みの大きさの庭を所有している。
タクトっち
声 - ゆりん
- 性別：♂
- 一人称：「ぼく」
- 所属学科：音楽科

誰からも頼りにされるリーダー的存在で、どんな時でも、タクトで指揮をとる少年。
ライトっち
声 - 三瓶由布子
- 性別：♂
- 一人称：「ぼく」
- 所属学科：ロボット科
- 所属部活動：発明部

ドリームスクール開校以来の天才といわれていて、ロボット科の中ではリーダー的存在。その他運動も得意。頭にザンバイザーを被っている少年。
口癖は「That's right」「All right」。
かつてカニに丸一日手を挟まれたことがあり、それ以来ハサミを持つたまごっちが非常に苦手。
べにっちのファンで、彼女のことは「さん」付けで呼んでいる。
ドリフェスで唯一2回優勝している。
なんでっち
声 - 伊瀬茉莉也
- 性別：♂
- 一人称：「ぼく」
- 所属クラス：Bクラス
- 所属学科：ロボット科
- 所属部活動：発明部

ロボット科の生徒。ややおっちょこちょいな性格で、語尾に「～でち」とつける。小柄でメガネをかけている男の子。
ライトっちのことを尊敬しており、彼のことを「ライトっちさん」と敬称をつけて呼んでいる（「ピンチを救え! ゆめキラバック!」のみ「ライトっち」）。
判明している中では唯一、ゆめみっちとキラリっちがゆめキラバッグを用いて変身していることを知っている。
ジュリエっち
声 - 川瀬晶子
- 性別：♀
- 一人称：「わたし」
- 所属学科：芸能科

頭に宝石のような物がついている。涙を流すのは宝石のようで、泣きの演技が得意な女の子。
第152話では涙が出なくなった事があった。将来の夢は女優。
ナイトっち
声 - ゆりん
- 性別：♂
- 一人称：「オレ」
- 所属学科：芸能科

騎士を目指している少年。ヒーロー願望が強いが、おっちょこちょい。当初は学習意欲に欠け成績も悪かったが、パティシエに変身したゆめみっちとキラリっちに諭されて以降、勉学に真面目に取り組むようになる。将来の夢は、ヒーロー。
ゆきんこっち
声 - 斎藤千和
- 性別：♀
- 一人称：「わたし」
- 所属学科：美容科

周りに雪を降らせることができる。
いちごアイスが好き。透き通るようなお肌に憧れている少女。
トロピカっち
声 - こおろぎさとみ
- 性別：♀
- 一人称：「あたし」または「わたし」
- 所属学科：美容科

控えめで恥ずかしがり屋の女の子。
語尾に「なのよ」とつける。情熱的美容師を目指している。
くれーぷっち
声 - 桑谷夏子
- 性別：♀
- 一人称：「わたし」
- 所属学科：料理科
- 所属部活動：料理部

クレープのような容姿をしている女の子。
パティっち
声 - 儀武ゆう子
- 性別：♀
- 一人称：「わたし」
- 所属学科：料理科
- 所属部活動：料理部

自身の店を持つため、ミュージックカフェとわがシェボンなど様々な店で働いている。将来の夢はパティシエ。
もなかっち
声 - 佐々木日菜子
- 性別：♂
- 一人称：「ぼく」
- 所属学科：トリマー科

もなかのような容姿をしている少年。よく中身がしっかりしていると言われている。
語尾に「モナ」とつける。
ハープっち
声 - 桑谷夏子
- 性別：♀
- 一人称：「わたくし」
- 所属学科：音楽科

頭にハープがついていて、実際に奏でることができる。たまごっち星一のハープ奏者を目指している少女。
ワルツっち
声 - 斎藤千和
- 性別：♀
- 一人称：「わたし」
- 所属学科：音楽科

泳げない。一流の音楽家を目指している少女。
ちょーちょっち
声 - ゆりん
- 性別：♀
- 一人称：「わたし」
- 所属学科：トリマー科

蝶のような容態をしている。たまペットと、お散歩するのが大好き。
りんくるっち
声 - 中上育実
- 性別：♂
- 一人称：「ぼく」
- 所属学科：音楽科

体を揺らすと音がなる。
メロディランド出身で、弟がいる。
語尾に「リン」とつける。
あっちっち
声 - 藤村知可
- 性別：♂
- 一人称：「オレ」
- 所属学科:トリマー科

あみあみっち
声 - 真堂圭
- 性別 : ♀
- 一人称：「わたし」
- 所属学科：服飾科

洋服とあみものが大好きな女の子。
はなふわっち
声 - ゆりん
- 性別 : ♀
- 一人称：「あたし」
- 所属学科：服飾科

落ち込むと、頭の花が枯れそうになる。将来の夢は洋服のデザイナーになる女の子。
あめあーとっち
声 - 佐々木日菜子
- 性別 : ♀
- 所属学科 : デザイン科

飴細工が得意な少女。
くるまきっち
声 - 井上優
- 性別 : ♂
- 一人称：「ぼく」
- 所属学科 : デザイン科

ぺこぺこっち
声 - 中上育実
- 性別 : ♀
- 一人称：「わたし」
- 所属学科 : デザイン科

いつも空腹なたまごっち。

#### ドリームスクール教職員
おめん校長（おめんこうちょう）
声 - 川島得愛
- 性別 : ♂
- 一人称：「わたし」

ドリたまスクールの校長。
過去に彼の計らいで、いかりっちの下にアグリっちをホームステイさせた。アグリっちといかりっちの口論や、いかりっちの性格の変化の経緯も知っている。
まめっちをいかりっちの家にホームステイさせたが、その狙いはアグリっちに似ているまめっちによっていかりっちの心境が変わるのではないかと考えたためであった。
こくばんっち先生
声 - 金野潤
- 性別 : ♂

ドリームスクールAクラス担任。
みっちー先生
声 - 小西克幸
- 性別 : ♂
- 一人称：「あたし」

芸能科 担任
生き別れになった「ダーリン」がいたらしく、何度か思い出し涙を見せていたが、わがシエっちの言葉で振り切ることができ、その後彼のことを「ニューダーリン」として見るようになった。
ロボメカっち先生
声 - 古島清孝
- 性別 : ♂
- 一人称：「ぼく」

ロボット科 担任
コームボウイ先生
声 - 早志勇紀
- 性別 : ♂
- 一人称：「ぼく」

美容科 担任
熊手のような髪型をしていて、少しでも崩れるとやる気をなくしてしまう（ただし、髪型が綺麗に整えられていればいいようで、「愛しのMさんにレッツ告白!」では「LOVE」の形をしていたが、落ち込むなどのことはなかった）。
ムジカっち先生に恋をしており、彼女に告白すると、たまともからの関係から始めることに成功した。
モードっち先生
声 - 岡村明美
- 性別 : ♀

服飾科 担任
グリルっち先生
声 - 古島清孝
- 性別 : ♂

料理科 担任
ブログをやっているらしい。
ムジカっち先生
声 - 藤村知可
- 性別 : ♀

音楽科 担任
趣味は、頭の中でカフェ巡りをすること。
はくばんこ先生
声 - ゆかな
- 性別 : ♀

ドリームスクールBクラスの担任
まるてんっち先生
声 - 川瀬晶子
- 性別 : ♀

デザイン科 担任
語尾に「まる」とつける。

### ドリームタウンの住民・ゲスト

#### 家族・兄弟
ゆめままっち
声 - 桑谷夏子
- 性別 : ♀

ゆめみっちの母親。庭で育てたハーブを使ってハーブティーを作るのが趣味。
ゆめパパっち
声 - てらそままさき
- 性別 : ♂
- 一人称：「わたし」

ゆめみっちの父親。コンピューター開発が趣味で、ゆめみっちの家の全コンピューターを開発、管理している。
バトラーっち
声 - 金野潤
- 性別 : ♂

ゆめみっち家の執事。
キラママっち
声 - 三瓶由布子
- 性別 : ♀

キラリっちの母親。アクセサリー専門店「キラキラたまもりショップ」の店主。
キラパパっち
声 - 金光宣明
- 性別 : ♂

キラモっちに甘い。
キラもっち
声 - 伊瀬茉莉也
- 性別 : ♀
- 一人称：「わたし」

キラリっちの妹。アート魂に火がつくと「ゲイジュツはバクハツですの～！」と叫び、絵（めめっち、くちぱっち曰く落書き）を描き始め、自身もその手を止められなくなる。
キラリっち、キラママっちは体の色は黄色であるが、彼女は異なり体の色は白である。
語尾に「～ですの」とつけて話す。
ママピアニっち (カフェママ)
声 - 岡村明美
- 性別 : ♀
- 一人称：「わたし」

「ミュージックカフェ」の店主で、ピアニっちの母。
パパピアニっち
声 - 小山力也
- 性別 : ♂
- 一人称：「ぼく」

ピアニっちの父。メロディランドで調律師をやっている。
調律の腕はまめっちの音痴を治してしまうほど良い。
調律の仕事ならば次から次へと引き受ける性格。
デコレっち
声 - 中川亜紀子
- 性別 : ♀
- 一人称：「わたし」

パティっちの妹で彼女思い。
パパコフレっち
声 - 木内秀信
- 性別 : ♂

コフレっちの父で、YUMEX-TVでメイクの仕事をしている。
ママコフレっち
声 - 三瓶由布子
- 性別 : ♀

コフレっちの母で、メイク専門店「コフレサロン」の店主。

#### まめっち達のホームステイ先
いかりっち
声 - 秋元羊介
- 性別 : ♂
- 一人称：「わし」

まめっちの元ホームステイ先の、ガレージで一人で船を造り続けている老人。
頑固かつ他人とは距離を置く性格であり、毎回まめっちに対してそっけない態度をとっている。
過去船乗りであった経験がある。船乗りを辞めたのち、おめん校長の紹介で海洋学者になることを夢見るアグリっち（後述）をホームステイさせていた。また留学前の幼いピアニっちとも関係があった。当時はいつも笑顔で気さくな性格であったが、ピアニっちの留学中に止むを得ず夢を諦めたアグリっちと口論になり、アグリっちがいかりっちの下を去った後、いかりっちは他人と距離を置くようになった。そのため、当初はまめっちのホームステイ先の老人になることを拒否しており、「ひとりぼっちのまめっち」ではドリフェスの結果で落ち込みまめっちの「夢なんて見るものじゃないですね」という発言にアグリっちを重ねてしまい、「夢を諦める奴は負け犬だ」と口論になった。
一方でアグリっちが戻ってくると信じており、船の完成を遅らせていた。アグリっちの事情を知ると彼と和解し、まめっちのことも認め今までのことを謝罪した。その後、アグリっちの開発した「いかりんご」を世界中に広めるため船出の旅をすることを決め、まめっちに激励の言葉を与えドリームタウンを去っていった。
サイケっち
声 - 真堂圭
- 性別 : ♀
- 一人称：「あたし」

めめっちのホームステイ先の姉妹の姉。
シックっち
声 - 川瀬晶子
- 性別 : ♀
- 一人称：「わたし」

めめっちのホームステイ先の姉妹の妹。美容室「SALON de DREAM（サロンドドリーム）」を営んでいる。
まきこ曰く、美容業界では名のある姉妹。
ちゅうかっち
声 - 金野潤
- 性別 : ♂
- 一人称：「わたし」

くちぱっちのホームステイ先の主人。
中華料理店「夢夢飯店（どりーむはんてん）」の店主。
「スクープ! Cさんに浮気疑惑!?」にて結婚5周年を迎えた。
ちゃいなっち
声 - ゆりん
- 性別 : ♀
- 一人称：「わたし」

ちゅうかっちの奥さん。
マダムっち
声 - 渡辺明乃
- 性別 : ♀
- 一人称：「わたし」

みらいっちとくるるっちのホームステイ先である「Mira Cle Shop（みらくるショップ、以前の店名は「Madamtchi's Shop」）」の店長。
幼少期に父親からプレゼントされ、以来ずっと使用しているミシンをもっているが、そのミシンの故障がきっかけで一度店を閉めた。しかしみらいっち・くるるっちとの出会いやあることでミシンが復活したことをきっかけに、店名を変えた上で店を再開させた。
えんちょうっち
声 - 大西健晴
- 一人称：「ぼく」

スマートっちの元ホームステイ先の「ドリーム園」の園長。

#### 未来のたまとも
スマートっち / X仮面
声 - 水島大宙
- 所属クラス：音楽科
- 一人称：「ぼく」

未来のドリームタウンに住む男の子。発言や行動に冷静な性格。
ドリームバクっちを捕獲する際に仮面を付けた姿に変身し、相棒の「X （エックス）」の力で空を飛ぶ。彼の正体が明らかになるまでまめっち達からは「X仮面（エックスかめん、めめっちが初めてそう呼んだ）」と呼ばれていた。未来のドリームタウンで立ち入りが制限されている旧ファクトリーパレット（地区）の廃墟化したドリーム園で壊れていたピアノを修復するために、ドリームセンター（研究所）に侵入し、飼育していたドリームバクっちを逃がす。
X仮面として登場当時は、ドリームバクっちを保護するみらいっちとくるるっちとはライバル関係であったが、213話では自らの正体を彼女たちに明かし、自身が捕獲した4体のドリームバクっちをみらいっちとくるるっちに引き渡した。その後最後のみどりバクっちを保護するため共に行動することになった。
元いた時代に帰った後は、さらに後世にピアノを残すためコンサート活動を行っている。
X （エックス）
声 - 渡辺明乃
- 一人称：「おいら」

スマートっちの相棒兼たまとものロボット。ドリームバクっち探しに単独で行動し、スマートっちを飛行させる役割を持っている。正体を隠す時は壺に姿を変える。
投影、ドリームバクっち捕獲等の機能が搭載されており、同じロボットであるウォッチリンの機能を上回る。くちぱっち、コフレっちからは「ばってんじるし」、「ばってん」と呼ばれている。
ウォッチリンとジャングルの中で共に道に迷ったことがあり、そこで絆を深めて以降、彼女とはきょうだいのような関係にある。
ドリームバクっち
夢を持っているたまごっちをサポートしてくれる8体の不思議なたまごっち。臆病な性格。
現代のドリームタウンでは存在が確認されないが、技術が進化した未来では存在が確認されており、スマートっちが逃がす前はドリームセンターという名の研究所に飼育されていた。
8体集めると夢を叶えることができるというが、何の解明にも至っておらず実例もないとされ、その真偽は不明である。
それぞれ体色が異なる。
オレンジバクっち
声 - 岡村明美
オレンジ色のドリームバクっち。
きいろバクっち
声 - ゆりん
黄色のドリームバクっち。
むらさきバクっち
声 - 佐々木日菜子
紫色のドリームバクっち。
あおいろバクっち
声 - 儀武ゆう子
青色のドリームバクっち。
あかいろバクっち
声 - 真堂圭
赤色のドリームバクっち。
みずいろバクっち
声 - 岡村明美
水色のドリームバクっち。
ピンクバクっち
声 - 中上育実
ピンク色のドリームバクっち。
みどりバクっち
声 - 井上優
緑色のドリームバクっち。8体の中では唯一みらいっちたち以外のたまごっちに懐いている。
ドクター・フューチャー
声 - 泰勇気
- 一人称：「わたし」

未来のドリームタウンでドリームバクっち等の研究を行う研究所「ドリームセンター」の所長。みらいっち・くるるっちの父親。ポケットデザイナーとウォッチリンを開発した。

#### YUMEX-TV（ゆめっくすティーブィ）
マイキーっちアナ
声 - 真堂圭
- 一人称：「わたし」

べにっち
声 - 城雅子
- 一人称：「わたし」

柑橘系の匂いが好きだが、たまローズという花は苦手で、匂いを嗅ぐとくしゃみが止まらなくなる。
両親は中華料理店を経営している。
ハリセン (とりぽんず)
声 - 小西克幸
「とりぽんず」というお笑いトリオの1人。
ユルユル (とりぽんず)
声 - 井上優
「とりぽんず」というお笑いトリオの1人。
タライ (とりぽんず)
声 - 佐々木日菜子
- 一人称：「あたい」

「とりぽんず」というお笑いトリオの1人で、唯一女性である。
オッケーっちと、友達関係を経て交際している。
オッケーっち
声 - 坂口候一
- 一人称：「ぼく」

何事にも「オッケー」と手で大きな輪を作る。

#### D2（ディーツー）
ゆめみっちとキラリっちが憧れている2人組のアイドル。
デイジー
声 - 桑谷夏子
- 性別 : ♀
- 一人称：「わたし」

本名、『デイジー・ダンス』。
ダリア
声 - 伊瀬茉莉也
- 性別 : ♀
- 一人称：「あたし」

本名、『ダリア・ディーバ』。

#### たまペット
チャピっち
声 - 佐々木日菜子
- 性別 : ♀

チャラっちのたまペット。
どやケンっち
声 - 日野未歩
- 性別 : ♂

どやっちのたまペット。
ふりらぶっち
声 - 不明
- 性別 : ♀

ふりふりっちのたまペット。
もなトトっち
声 - ゆりん
- 性別 : ♂

もなかっちのたまペットで、たい焼きのような姿をしている。
マーメイドの正体がゆめみっちとキラリっちであることを知っているかのような素振りを見せている。
まきもっち
声 - 不明
- 性別 : ♂

しりもっちのたまペット。
リンスっち
声 - 佐々木日菜子
- 性別 : ♀

サイケっちとシックっちが友人からもらったたまペット。

#### たまスターサーカス団員
第144、159-161話および「笑って笑って またごっつん!（後編）」にて登場。次の街に移動の際には団長っちの魔術で移動した。「ありがとう! ゆめキラバッグ…プラスワン」でもポスター内でのみ登場している。
団長っち（だんちょうっち）
声 - 宇垣秀成
- 一人称：「わたし」

たまスターサーカス団長。
ピエロっち
声 - 川島得愛
ちびピエロっち
声 - 真堂圭
ライオンっち
声 - 加瀬康之
たまスターサーカスのライオン。
たまスターサーカス団員と共に同様にすごしている。
いちりんしゃっち
声 - 井上優
一輪車の芸を専門に行う団員。
一輪車に乗っていないと方向音痴になる。
まじょっこっち
声 - 桑谷夏子
- 性別：♀
- 一人称：「あたし」
- 所属クラス：Aクラス

たまスターサーカス新米団員の女の子。
ドリームタウンでサーカスを行うために一時的にドリームスクールに転校した。運動神経は良いが、極端な料理下手で、勉強も苦手。
一人前のサーカス団員になろうと必死となって練習をし、第161話でサーカスデビューを果たした。
後、他の街に移動するためドリームスクールを転校した。
アクロバっち
声 - 儀武ゆう子
- 一人称：「わたし」

サーカスっち
声 - ゆりん、金野潤、加瀬康之

#### その他・ゲスト
占い師のおばあさん
声 - 滝沢久美子
- 一人称：「わたし」

サーカス場の近くで占い店を営むおばあさん。
ゆめみっちとキラリっちに「ゆめキラバッグ」を渡した。
ゆめキャンっち
声 - 中上育実
- 性別：♀

クリスマスイブにゆめみっち、キラリっちがD2から渡されたドリカワカードを使用して変身した後にゆめキラバッグから現れた。体色は薄いピンクで、頭に水色のリボンをつけている。
背中にはカバンを背負っており、カードリーダーが付いている。ドリカワカードをスキャンすることによってさまざまアイテムが出てくる。
変身時のみ登場し、ゆめみっちから溺愛されており、キラリっちからは呆れられている。
190話ではゆめキラバッグを占い師のおばあさんの所に返すことに伴い、ゆめキャンっちとは一生会えなくなるため、ゆめみっちとキラリっちに最後の挨拶をした。
占い師のおばあさんのパートナーである。
語尾に「～キャン」とつけて話す。
271話で再登場した際にはきずなっち達と一緒にハー島に居たが詳細は不明。
オーナーっち
声 - 古島清孝
- 一人称：「わし」

「キラリっちの妹は暴走アーティスト!?」で登場。キラモっちがファッションビルに描いた絵を絶賛した。
ろうどっち曰く、ビルの建設には厳しく、壁の色に少しむらがあっただけでも怒るという。
ろうどっち
声 - 早志勇紀
「キラリっちの妹は暴走アーティスト!?」で登場。キラモっちが、オーナーっちが所有するビルに無断で絵を描いている姿を見て大慌てした。
クジャック ジャック
声 - 加瀬康之
トロピカっちが好意を抱いているたまクジャク。最初はトロピカっちに対し何の反応も示さなかったが、彼女がひょんなことから頭にアフロができた際、そのアフロを巣と思い込んだ。以降、何度か共に求愛ダンスを踊る姿が見られる。
ママジュリエっち
声 - 藤村知可
「涙の女王VSゆめキラ漫才師!」で登場。ジュリエっちの母親。
チャラっち
声 - 井上優
- 一人称：「オレっち」

ミュージックカフェの常連客で、彼のためのメニューもある。チャピっちの飼い主。
その名の通りチャラい性格。
マダムっちより年下。
しりもっち
声 - 金野潤
- 一人称：「ぼく」

「超プリティ! NO.1たまペット決定戦!」「笑いと涙と友情のサーカスデビュー!」「たまペットファッションにバク〜ン♥」で登場する冒険家。
わがシエっち
声 - 野島健児
- 一人称：「ぼく」

ドリームタウン一の和菓子職人。柏餅のような頭が特徴。
お菓子作りの表現を比喩にする口癖があり、少々ナイーブな性格。
サンタブルーっち
声 - 川島得愛
- 一人称：「わたし」

誰に対しても敬語で話す。
アオハナっち
声 - 三瓶由布子
- 好きな色：スカイブルー
- 一人称：「ぼく」

サンタブルーっちのパートナー。
ロボスキーっち
声 - 早志勇紀
- 一人称：「ぼく」

「真剣勝負! お茶くみロボット大決戦!」で登場するドリームスクールの卒業生。さまざまな発明家を生み出していて、ドリームスクール卒業生の中でロボメカっち先生の優秀な教え子と噂されている。
ドリフェスにゲストとして参加するためドリームスクールに向かっていた途中で、1人のウェイトレスに出会い恋をした。ゆめみっち達の協力もあり、そのウェイトレスとはデートすることに成功した。
アグリっち
声 - 河野裕
- 一人称：「ぼく」

かつていかりっちの家にホームステイしていたドリームスクールの留学生。ブロッコリーのような頭をしている。
おめん校長曰く2人は親子のような関係で、ピアニっちとも仲が良かったという。しかしピアニっちがメロディランド留学中に、アグリっちは自身の夢であった「海洋学者になること」を諦めるといかりっちに話し、2人は口論になる。夢を諦めた理由は自身の父が病気になり、実家の農園を継ぐことになったためだった。しかしアグリっちはそのことをいかりっちには言わなかった。結果アグリっちはいかりっちのもとを去っていく。
その後農園で、いかりっちに食べてもらうために「いかりんご」という名前のリンゴを開発する。そのことを知ったまめっちやピアニっちの願いでいかりっちの家へ行き彼と和解、そして「いかりんご」はいかりっちの航海中の旅で世界中に植えられることとなった。
パパライトっち
声 - 井上優
ライトっちの父親で、発明家。ドリームタウンで電気店を営んでいる。
ママライトっち
声 - 不明
- 一人称：「わたし」

正式表記は不明。ライトっちの母親。パパライトっちが自分のために作ってくれた発明品を大事にしている。
スーパーやどかりっち
声 - 佐藤健輔
- 一人称：「ぼく」

「巨大怪獣現る!? ガレージを取り戻せ!」で登場。
ライトっち曰くとても珍しいたまごっちで、空き家や使われていない乗り物を見つけると、今まで被っていた殻を脱ぎ捨てそれに潜り込む。それに馴染んだ頃、海へと帰っていくという。
当初、以前使っていたコンテナに窓がないという理由でいかりっちのガレージに住みついていたが、まめっちたちがそのコンテナに窓をつけたことで、そのコンテナを使うことを条件にガレージから立ち退き、まめっちたちに感謝しつつ海へと帰っていった。
あっちっちの父親
声 - 不明
サングラスをしている。
配達の仕事をしている。
編集っち
声 - 井上優
- 一人称：「ぼく」

「ゆめキラまんが家デビュー!!」で登場。少女漫画雑誌の編集部。
ゆめキラバッグで漫画家に変身したゆめみっちとキラリっちをスカウトしようとする。
作品内で登場する名刺には「Henshutchi」と明記されている。
たまリズっち
声 - 藤村知可
「メイクは愛〜♪ 転校生はコフレっち〜♪」で登場。
もももっち
声 - 川瀬晶子
「スクープ! Cさんに浮気疑惑!?」で登場。
レディババっち
声 - 大原さやか
- 一人称：「あたし」

「SUGOIDIVA（スゴイディバ）」というチョコレート専門店を経営しており、そのことでたまごっち星一の人気を誇っている女性。「チョコレートの女王」という異名を持つ。
ドリームタウンに「SUGOIDIVA」の支店を出し、わがシエっちの経営する和菓子店「わがシェボン」を閉店させようとしたが、まめっちたちの努力によりわがシエっちと和解し、コラボ商品を出すようになったほか、正反対の性格で反発していた「かきのたねっち（声 - 不明）」と仲直りし、その後彼と結婚した。
スターっち
声 - 米内佑希
YUMEX-TVのドラマに出演している。
てへっち
声 - 茅野愛衣
YUMEX-TVのドラマや情報番組に出演している。
ドラキっち
声 - 堀本等
- 一人称：「ぼく」

「おばけもノリノリ? サマービーチライブ!」で登場。「ブルブルドリーム海岸」という海岸で唯一海の家を経営している。
性格がかなり暗く、その性格故に周りが驚くこともある。
不思議なたまごっち
声 - 儀武ゆう子 / 井上優
「おばけもノリノリ? サマービーチライブ!」で登場。ドラキっちの経営する海の家を守るため、キラキラガールズにライブをしてほしいと、彼女らに手紙を出した。
ボルトっち
声 - 古島清孝
- 一人称：「ぼく」

不器用な性格。
ナットっちに恋をし、まめっちたちの協力もあり彼女に告白することに成功した。
ナットっち
声 - 園崎未恵
- 一人称：「わたし」

ボルトっちが経営する店の常連客。
ぴたりっちのパパ
声 - 早志勇気
「たぁ〜のしぃ〜い♥ ゆめキラ変身絶好調★」で登場。迷子になったぴたりっち（声 - 不明）を探していた。
学園長
声 - 佐々木日菜子
「夢にむかって心キラキラ!」で登場。
ゆめみっちとキラリっちに、アイドルアカデミアに留学しないかと呼びかける。
マダムっちの同僚
声 - 三瓶由布子、 伊瀬茉莉也
「信じる仲間…みらくるフレンズ!」「決めた♪マダムっちへのプレゼント」「記念日をもう一度」で登場。
マダムっちの先生
声 - 藤村知可
「信じる仲間…みらくるフレンズ!」「決めた♪マダムっちへのプレゼント」「記念日をもう一度」で登場。
マダムっちが店を持つ前にお世話になっていた女性。
オークションおじっち
声 - 小西克幸
- 一人称：「わたし」

たまごっち星の各地で「たまオークション」を開催している老人。
値打ちのあるものには「星○つです！（○には数字が入る）」と評価する。
ジャノウメっち
声 - 加瀬康之
- 一人称：「わし」

たまごっち星を旅するミシン職人。みかんとみりんが好き。
世界一のミシンを作るのが夢。
語尾に「じゃのう」とつける。
キリンっち
声 - 小西克幸
ジャノウメっちと共にたまごっち星を旅している。
くよくよっち
声 - 桑谷夏子
- 一人称：「わたし」

素敵な絵を描く画家になるという夢を抱く女の子。
画家として失敗するのを恐れ、些細な不幸でも落ち込んでいたが、ママピアニっちの言葉をきっかけに勇気を取り戻した。
ぞうみみっち
声 - 井上優
- 一人称：「オレ」

「気になる!?X仮面の正体」から「笑って笑って またごっつん!（後編）」まで登場。
たこみっち
声 - 佐々木日菜子
「気になる!?X仮面の正体」から「笑って笑って またごっつん!（後編）」まで登場。
みどりっち
声 - ゆりん
- 一人称：「わたし」

「気になる!?X仮面の正体」から「笑って笑って またごっつん!（後編）」まで登場。
はじめっち
声 - 儀武ゆう子
- 一人称：「ぼく」

「気になる!?X仮面の正体」から「笑って笑って またごっつん!（後編）」まで登場。
パーカーっち
声 - 日野未歩
- 一人称：「ぼく」

「気になる!?X仮面の正体」から「笑って笑って またごっつん!（後編）」まで登場。
ごつごつっち
声 - 岡村明美
「気になる!?X仮面の正体」から「笑って笑って またごっつん!（後編）」まで登場。
めぶきっち
声 - 中上育実
- 一人称：「わたし」

「気になる!?X仮面の正体」から「笑って笑って またごっつん!（後編）」まで登場。
クラリスっち
声 - 上田麗奈
- 一人称：「わたくし」

カリカリ侯爵っちとトロトロ侯爵夫人っちの一人娘。
乗馬に憧れている。
カリカリ侯爵っち（カリカリこうしゃくっち）
声 - 古島清孝
「星いくつ?たまオークション開催!!」で登場。トロトロ侯爵夫人っちと共に、クラリスっちにバースデープレゼントを渡すため、たまオークションに出場する。
語尾に「カリカリ」とつける。
トロトロ侯爵夫人っち（トロトロこうしゃくふじんっち）
声 - 中上育実
「星いくつ?たまオークション開催!!」で登場。
語尾に「トロトロ」とつける。
お客
声 - 原紗友里 、本泉莉奈
「決めた♪マダムっちへのプレゼント」で登場。
店員
声 - 徳石勝大 、三宅貴大、陣谷遥
「決めた♪マダムっちへのプレゼント」で登場。みらいっち達が買い物で行った街にある問屋の店員。
がまぐちおばっち
声 - 中上育実
- 一人称：「あたし」

「決めた♪マダムっちへのプレゼント」で登場。
がま口のような顔をしている。
ツアコンっち
声 - 森久保祥太郎
- 一人称：「ぼく」

たまリシャス島のツアーコンダクター。
自由きままな性格。
ゆきおっち
声 - 古島清孝
ごっちもっちが雪山で遭難した時に出会った。
彼の優しさに感動し、彼を麓の村まで下ろしていったほか、その後も時々彼のもとへやってきている。
三日月イルカっち（みかづきイルカっち）
声 - 斎賀みつき
穏やかな海を探している「三日月イルカっち」の内の一体で、綺麗な音が好き。
ギョギョっち
声 - 井上優
- 一人称：「わたし」

「なぜイルカ?教えて三日月イルカっち」で登場。
イルカっちに詳しい。

## GO-GO たまごっち!から登場
ナレーション
声 - こおろぎさとみ
- 一人称：「わたし」

第4期より登場する天の声。いわゆる語り手であるが、何度かキャラクターと会話することがある。
おやじっち
声 - 小西克幸
- 一人称：「おれ」

おでん屋台を営業している。その傍ら、時々悩みを抱え屋台にやってくる客の相談相手になっている。
親父ギャグを言うことがあり、その際メロディっちと気が合う。
シェフいちろうっち
声 - 早志勇紀
- 一人称：「わたし」

旧ドリたまスクールのランチを作っている。
シェフじろっち
声 - 井上優
- 一人称：「おれ」

旧ドリたまスクールのランチを作っている。
シェフさぶろっち
声 - 不明
- 一人称：「ぼく」

正式表記は不明。
旧ドリたまスクールのランチを作っている。
GOTCHIMANのナレーション
声 - 川島得愛
「GOTCHIMAN・ザ・フューチャー」シリーズのナレーション。
hitomiっち（ひとみっち）
声 - hitomi
- 一人称：「あたし」

「アイドル卒業?!ラブリンとhitomiっち（前編・後編）」で登場。
たまごっち星一のアーティストといわれていて、ラブリっちも憧れている。アイドルの仕事に悩みを持っていたラブリっちに、自身の過去の経験を語る。
娘がいて、ラブリっちの大ファンだという。
ボートっち
声 - 中上育実
- 一人称：「ぼく」

「約束の大海原デート」で登場。
海の中で柱に挟まっていたところをまめっち達に助けられた、ボートの姿をしているたまごっち。
」ラメールっち」というたまごっちとデートする約束をしていたが、デート場所に向かう最中に海の中に挟まってしまい、長期間動けずにいた。そのために、すでに怒っているのではないかと心配していた。
だが彼女は怒りつつも彼のことを待ち続けており、2人は無事デートすることができた。が直後、2人は泡のように消滅した。
ラメールっち
声 - 上田麗奈
「約束の大海原デート」で登場。
ボートっち曰く「とっても可愛いゴンドラ」。彼と出会ったのち、共に消滅する。
マーケっち
声 - 川瀬晶子
マルシェの客
声 - 井上優
ほうたいこ先生
声 - 日野未歩
- 性別：♀

正式表記は不明。
旧ドリたまスクールの保健室の先生で、身体中に包帯が巻かれている。語尾に「ほうたいな」とつける。
シッターぽけっち
声 - 中上育実
- 一人称：「わたし」

旧ドリたまタウンで話題となったたまシッター。彼女の尻尾はゆりかごになる。
プリンスっち
声 - 野島裕史
- 一人称：「ぼく」

「メロディっち電撃結婚!?」で登場。トアール王国の王子。
コンサートに来ていたメロディっちに結婚願望を抱くが、彼女から「まだやりたいことがあるから」と断られる。だが彼は諦めきれず、彼女に認めて貰えるよう、彼女の好きな親父ギャグの練習をしている。
執事っち（しつじっち）
声 - 鈴木琢磨
「メロディっち電撃結婚!?」で登場。プリンスっちの執事。
配達員
声 - 陣谷遥
『メロディっち電撃結婚!?』で登場。メロディっちに、プリンスっちからの荷物を届けに来た。
のこぼっち
声 - 藤村知可
つよっち
声 - 渡辺明乃
- 性別：♂
- 一人称：「おれ」

ラブソラっちと同じ日にたまシッターハウスにやってきた、彼にとって初めてのたまともとなった男の子。
強がりだが、根は優しく友達思いな性格。
こねねっち
声 - ゆりん
- 性別：♀
- 一人称：「あたし」

ラブソラっちやつよっちと同じ頃にたまシッターハウスにやってきた女の子。
とてもおしゃまな性格。
フルーツおじっち
声 - 井上優
「フルーツ園でかみかくし!?」で登場。頭にカキをのせている。
ジャックっち
声 - 根本圭子
- 一人称：「ぼく」

「輝く笑顔!ハッピーたまウィン（前編・後編）」で登場。
カボチャのような顔をしている。
ほしはかせっち
声 - 鈴木琢磨
- 一人称：「わし」

1000年に一度現れる「ごっつん彗星」を発見する。
モフモフっち
声 - 三木眞一郎
- 性別：♂
- 一人称：「わたし」

タコバルーンっちと共にたまごっち星を旅していた少年。
ごっつん彗星に自身と同じ一族が暮らしていると聞き、ごっつん彗星のもとへ向かうことを決意する。
タコバルーンっち
声 - 中上育実
モフモフっちの相棒で、空を飛ぶことができる。
駆け出しの頃のモフモフっちに、自身の身体についていたうにっち（正式表記は不明）を取ってもらって以降、彼のことを信頼し続けている。
サンタイエローっち
声 - 成家義哉
- 一人称：「ぼく」

新米のサンタクロっち。
キイロハナっち
声 - 岡村明美
- 一人称：「ぼく」

サンタイエローっちのパートナー。
サンタクロース
声 - 田尻浩章
- 一人称：「わたし」

ジ・アースのサンタクロース。サンタクロっちとは「サンちゃん」と呼び合う関係。
ひめばらっち
声 - 名塚佳織
- 一人称：「わらわ」

バランランバラランラン王国の姫。言葉にトゲがあるが、本当はお淑やかで優しいたまごっち。
ドビっちー
声 - 松本保典
- 一人称：「わたし」

「ピアニっちの夢と約束」で登場。
名門の「ドビっちー音楽学院」の校長。
語尾に「ドビ」とつける。
なでしこっち
声 - 桑谷夏子
- 一人称：「あたし」

「バンドやろうよ!」で登場する女の子。
ゆめみっちとキラリっちの大ファン。
れーなおばっち
声 - 不明
- 一人称：「あたしゃ」

「はじめまして?のたまごっち」で登場するおばあさん。
ドリたまタウンの観光ツアーに参加していたが、途中ではぐれてしまったという。
初対面とされるが、コフレっちの名前やもりぱくコフレ団、スペイシーっちたちの事情を知っているなど、どこかで会っているかとされる素振りを見せている。
なお、本編終盤でナレーションが「おばあちゃんになるのは大変だったけど楽しかった」と話している。

### たまGOランド
「激闘!ワールドたまカップ（前編・後編）」で登場するキャラクターを記述。
もてっち
声 - 寺崎裕香
一人称：「ぼく」
サッカーチーム「ランドキックス」のキャプテン。
きゃわっち
声 - ゆりん
一人称：「あたし」
ひめスペっち達と仲良くなる女の子。
ぷっくっち
声 - 渡辺明乃
一人称：「うち」
「可愛い」と言われると興奮する。ひめスペっち達と仲良くなる少女。
うぃっち
声 - 川瀬晶子
ランドキックスのメンバー。魔法を使用する。
ぽりばけっち
声 - 早志勇紀
ランドキックスのキーパー。
ほしぷかっち
声 - 古島清孝
ランドキックスのメンバー。
わたぱっち
声 - 小西克幸、加瀬康之
ランドキックスのメンバーで、5人いる。
でびっち
声 - 不明
表記は公式ホームページによるキャラクター紹介にて。本編では名前などは一切不明。
おっかな先生
声 - 井上優
ドリたまイレブンの監督とみられる。
ドリたまスクールの教師とされる。